# Gesundheitswesen in Timișoara
Das  Gesundheitswesen in Timișoara umfasst die gesamte medizinische Versorgung und das Gesundheitsverhalten der Banater Stadt Timișoara in Rumänien von den Anfängen bis zur Gegenwart unter Berücksichtigung des medizinischen Personals, der Krankenhäuser, der Regelungen zur Vorbeugung gegen Krankheiten und zur Erhaltung der Gesundheit sowie der Maßnahmen zur Behandlung und Bekämpfung von Krankheiten. Erste zuverlässige Quellen über die medizinische Versorgung in Temeswar gibt es erst seit dem Jahr 1718, als das Banat eine Kron- und Kammerdomäne der Habsburgermonarchie mit der Hauptstadt Temeswar war. 1737 wurde das erste Krankenhaus der Stadt von dem Orden der Barmherzigen Brüder eingerichtet. In gesundheitlicher und seuchenhygienischer Hinsicht kann das Banat im 18. und 19. Jahrhundert als problematische Region eingestuft werden. Wegen einer fehlenden Krankenversicherung waren stationäre und ambulante Therapien ein Kostenrisiko und wurden somit nur selten in Anspruch genommen. Vielmehr hielten sich volksheilkundliche Prozeduren, durchmischt mit religiös-rituellen und abergläubischen Vorstellungen, bis ins 20. Jahrhundert.
Unmittelbar nach dem Zweiten Weltkrieg (1945) wurde per Dekret des Königs von Rumänien Michael I. die Medizinfakultät ins Leben gerufen. Heute ist die Medizinische und Pharmazeutische Universität Victor Babeș eine begehrte Medizinuniversität für Studierende im In- und Ausland. Nach 1990 stieg die Anzahl der Ärzte, die sich in Timișoara niederließen, stetig. Den Ärzten bot sich die Möglichkeit, Kontakte mit dem Westen zu knüpfen und so die neuesten Erkenntnisse der Medizin einzuführen. Vielen Temeswarer Ärzten gelang es, durch persönliche Kontakte zu namhaften westlichen Institutionen ihre Kliniken mit hochwertiger medizinischer Apparatur auszustatten. Dadurch stieg die Qualität der medizinischen Behandlung erheblich.
Nach 1990 entstanden wieder private Arztpraxen und Kliniken in Timișoara. 1997 wurde die Nationale Krankenkasse eingeführt. Im Juli 2003 hatten 433 Ärzte in Timișoara Verträge mit der Krankenkasse abgeschlossen.

## Habsburgermonarchie (1718–1918)

### Medizinische Anfänge

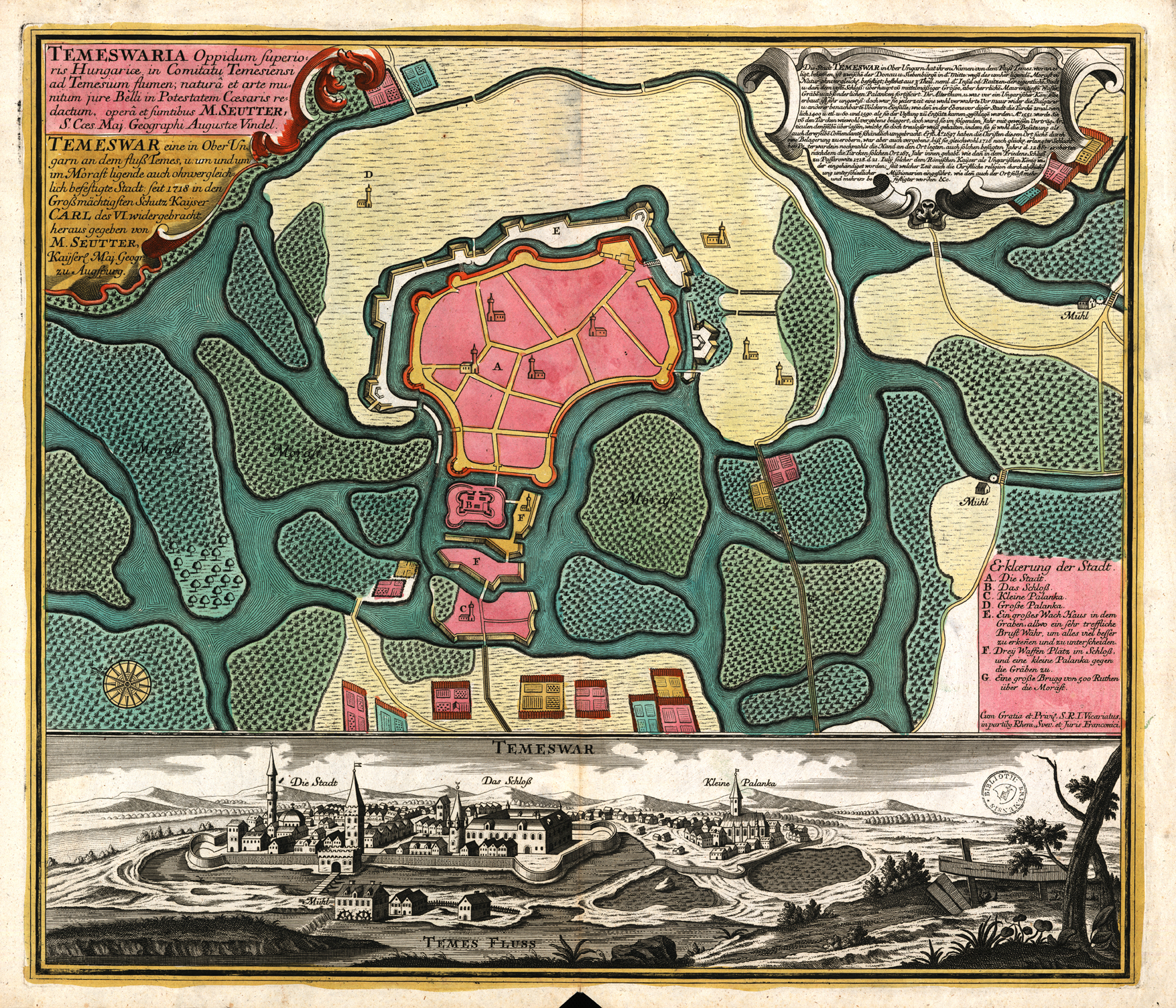
Karte Temeswars nach 1718

Bis zum 18. Jahrhundert ist wenig über die medizinische Versorgung des Banats bekannt. Francesco Griselini dokumentierte in seinen Reiseberichten erstmals das ungesunde Klima, das zu Beginn des 18. Jahrhunderts hier herrschte. Die Landschaft war laut Griselini ein einziger Fieber- und Seuchenherd: 

„[…] überdas waren die Wasser der Flüsse Beg, Temes […] alle sich selbst überlassen; man wußte sich nicht der Mittel zu bedienen, welche die Hydraulik darbietet; so durch keine Dämme aufgehalten, traten sie in allen niedrigen Lagen aus […]. Die beständigen Luftveränderungen, Ausdünstungen, welche von soviel stinkenden faulenden Wassern sich erheben, machten es [das Banat] zum traurigen Aufenthalt.“

Heinrich Ottendorf vermerkte bereits 1663, dass die Festung während der Türkenherrschaft einen Wasserturm und ein Imaret besaß. Neben den Moscheen waren Armenküchen und Krankenstationen eingerichtet. In der Militärgarnison gab es mehrere Feldscher und Chirurgen zur Behandlung der Soldaten und Offiziere. Desgleichen soll die türkische Festung mit einigen öffentlichen Bädern ausgestattet gewesen sein.
Erste zuverlässige Quellen über die medizinische Versorgung in Temeswar gibt es erst seit dem Jahr 1718, als das Banat eine Kron- und Kammerdomäne der Habsburgermonarchie mit der Hauptstadt Temeswar wurde. Diese dokumentieren die prekäre Gesundheitslage infolge des ungesunden Klimas, aber auch den Mangel an Krankenhäusern, Ärzten, Medikamenten sowie der elementarsten hygienischen Vorkehrungen. Demzufolge war die Sterblichkeit unwahrscheinlich hoch. Aus den Statistiken geht hervor, dass 1718 in der Festung 51 Geburten auf 484 Todesfälle kamen und 1832 waren es 1393 Todesfälle auf 632 Geburten. Die Hauptursache der großen Sterberate war die Malaria, die zeitweise epidemische Formen annahm. In der Zeitspanne von 1738 bis 1739 wütete die große Pestepidemie, die ein Sechstel der Bevölkerung Temeswars dahinraffte. Im Laufe von zehn Jahren (1784–1793) starben allein in der Festung 7682 Personen von insgesamt 9479 Einwohnern. Da der alte Friedhof von 1723 zu klein geworden war, sah man sich 1749 gezwungen einen neuen Friedhof auf dem Areal des heutigen Zentralparks anzulegen.
In der zweiten Hälfte des 18. Jahrhunderts wurde das Banat von schweren Typhusepidemien als Folge der andauernden Überschwemmungen heimgesucht. Außer dem Leibarzt des Gouverneurs Claudius Florimund Mercy gab es nur einige wenige Militärärzte und Feldscher in der Festung. Im Jahr 1729 kamen die ersten Zivilärzte, Franz Dease und Edmund Hochberg.
Eine Reihe von Katastrophen wie Cholera, Pest, Typhus, ein Erdbeben und ein Großbrand suchten Temeswar zwischen 1728 und 1739 nacheinander heim. Die wenigen Ärzte der Stadt waren heillos überfordert. Im Jahr 1738, als die große Pestepidemie ausbrach, wurde eine Gesundheitskommission gegründet, es kamen zusätzlich sechs Ärzte in die Stadt, die Soldaten wurden in Lazaretten außerhalb der Festung untergebracht. Am 20. Juni 1738 verordnete die Wiener Hofkammer die Leichen zu verbrennen, da die Sumpflandschaft keine ordnungsgemäße Bestattung ermöglichte. Trotz all dieser Maßnahmen hielt die Epidemie bis zum 28. März 1739 an. Ein Teil der Ärzte fiel selbst der Pest zum Opfer. Zum Gedenken an dieses Unglück wurde im Mai 1739 die Rosalienkapelle eingeweiht. Bis zum Jahr 1914 fanden hier jährlich am 15. Mai Prozessionen statt. Jean de Jean von Hansen oder Johann Anton Deschan von Hansen, ehemaliger Vorsitzender der Gesundheitskommission, stiftete am 23. Mai 1756 auf eigene Kosten die Pestsäule am Domplatz als Dank für das Erlöschen der Pest.

### Maßnahmen zur Verbesserung der Gesundheit

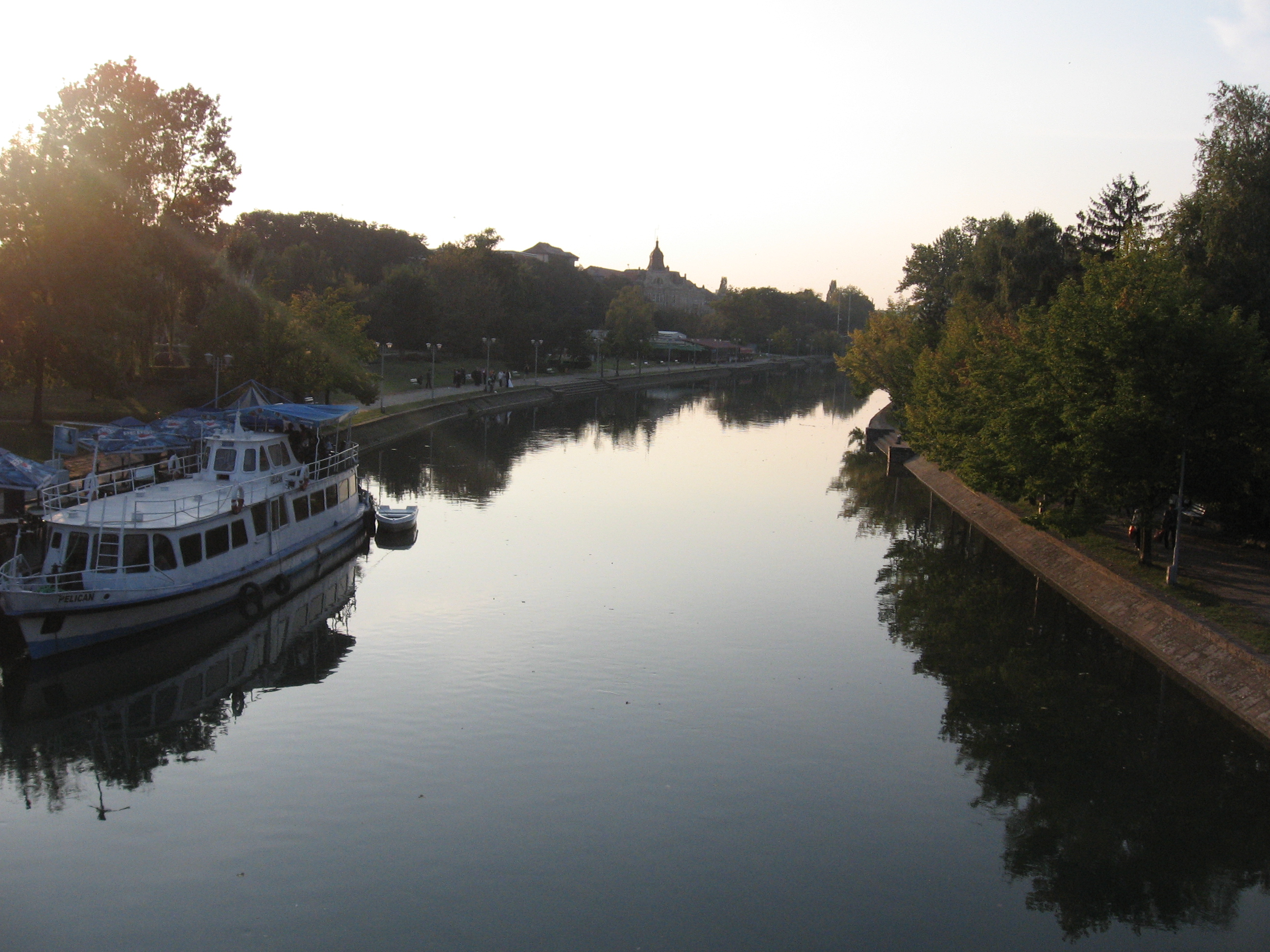
Begakanal, 2006

Der erste Schritt zur Verbesserung der Gesundheitslage war die Trockenlegung der Sümpfe durch den Bau des Bega-Kanals (1728–1765). Die erste Wasserleitung der Stadt war sehr primitiv. Das Wasser wurde direkt aus der Bega geschöpft und durch hölzerne Rohre in die Festung geleitet. Nach dem Besuch des Mitregenten Joseph II. im Jahr 1732 ordnete dieser den Bau eines neuen Wasserturms für die Versorgung der Festung mit Trinkwasser an. Erst die Errichtung eines Brunnens (1744) durch den Ingenieur Karl Alexander Steinlein schaffte einigermaßen reines Trinkwasser.
Die sanitären Verhältnisse der Stadt waren äußerst prekär. Die Lagerung von Müll, Dung und Abfällen um die Häuser waren ständige Infektionsherde. Ein Patent von 1770 erließ die ersten Verordnungen zur Sauberkeit der Stadt. Die Hausbesitzer wurden verpflichtet Senkgruben anzulegen, jeden Samstag die Straße bis zur Mitte der Fahrbahn zu fegen und den Kehricht zu sammeln. Acht Pferdewagen sorgten jeden Freitag für den Abtransport von Hausmüll. Im Jahr 1806 wurde eine Sanitätskommission zur Überwachung der Sauberkeit der Straßen und Plätze eingesetzt und 1811 eine Großaktion gegen die Rattenplage gestartet.
Doch blieben diese Maßnahmen erfolglos, solange das Problem der Abwässer, die in den Festungsgräben faulten und den Infektionsherd Nummer eins bildeten, nicht gelöst war. Nach hartnäckigen Verhandlungen zwischen Zivil- und Militärverwaltung wurde ein vier Kilometer langer Kanal gegraben, der nördlich der Bega bis etwa in die Gegend des heutigen Bezirks Ronaț führte und das Abwasser aus dem Festungsgraben ableitete.
Zu all den Epidemien kamen um die Mitte des 18. Jahrhunderts Geschlechtskrankheiten hinzu. Am 23. Juni 1752 erhielt der Vorsitzende der Landesadministration die Mitteilung, dass die Hofkammer in Wien 64 Frauen im Alter zwischen 16 und 25 Jahren, die wegen Unzucht angeklagt waren, ins Banat deportiert hat. Dergleichen Deportationen, die bis ins Jahr 1769 andauerten, trugen zur Prostitution und zur Verbreitung von Geschlechtskrankheiten bei. Allein im Jahr 1762 wurden im Bürgerspital 106 Männer und 151 Frauen an Syphilis behandelt.
Ein weiterer Schritt zur Verbesserung der Gesundheit war die Aufklärung der Bevölkerung. Bürgermeister Josef Klapka veröffentlichte in der Banater Zeitschrift für Landwirtschaft, Handel, Künste und Gewerbe regelmäßig Ratschläge zur Vorbeugung und Bekämpfung von Krankheiten. Im Jahr 1843 fand in Temeswar der erste Landeskongress für Ärzte und Naturwissenschaftler statt.
Die Heilungsmethoden umfassten die Behandlung von Wunden, Eiterungen, Hautkrankheiten sowie Aderlass und Extraktion von Zähnen. Besser ausgebildete Wundärzte beherrschten zudem die Versorgung von Knochenbrüchen, Amputationen und als augenheilkundlichen Eingriff den so genannten Starstich. Die Chirurgen wirkten vor allem bei der Behandlung von Hieb-, Stich- und Bissverletzungen mit.
Während der Regentschaft von Kaiser Joseph II. und somit sich deckend mit dem dritten und letzten Schwabenzug konnten im Bereich der medizinischen Ausbildung durchaus erhebliche Qualitätssteigerungen durchgesetzt werden. Militärwundärzte und -chirurgen, die vor allem in der Garnisonsstadt Temeswar angesiedelt waren, wurden seit 1785 am Wiener Josefinum ausgebildet. Auch die zivilen Chirurgen und Ärzte mussten seit 1788 zumindest eine zweijährige medizinische Universitätsausbildung durchlaufen haben. Desgleichen hatte jedes Komitatszentrum zumindest einen universitär ausgebildeten Arzt und einen subordonierten Chirurgen zu beschäftigen.

### Seuchen und Epidemien

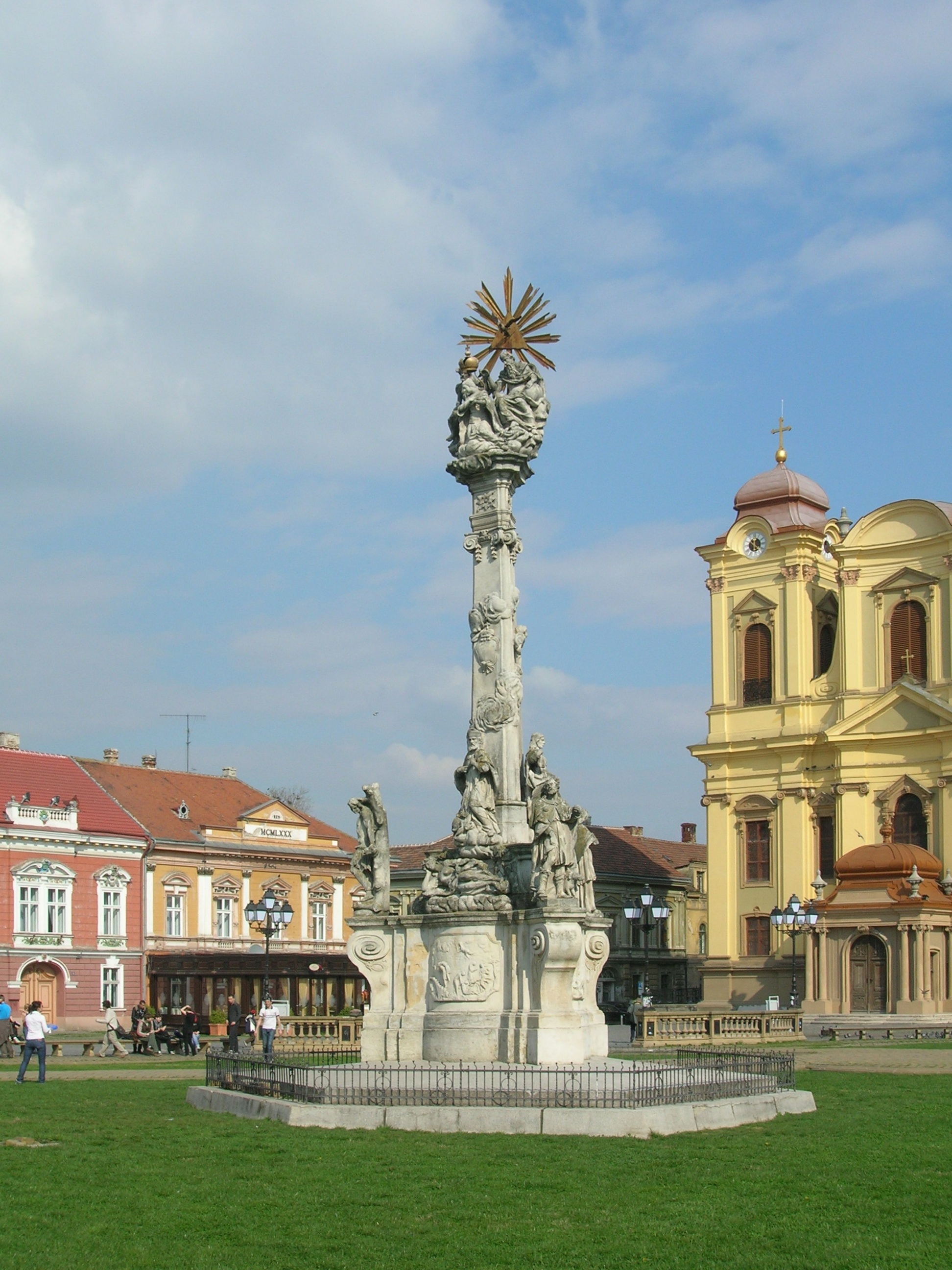
Pestsäule am Domplatz

#### Malaria
Im 18. Jahrhundert erlangte das „banatische Klima“ bald einen berüchtigten Ruf. So stellte im Zeitraum 1720–1730 das so genannte „Sumpffieber“, die Malaria, eine häufig auftretende und gefürchtete Krankheit dar. Die medizinische Praxis stand der Ausbreitung dieser Krankheit anfangs völlig hilflos gegenüber, später verschaffte das pflanzliche Chinin den Malaria-Erkrankten einigermaßen Abhilfe.
In den 1750er Jahren, während der Theresianischen Ansiedlung, trat Sumpffieber erneut verstärkt auf. Das Problem wurde schließlich gelöst, indem die in Senken liegenden Behausungen aufgegeben und in höher gelegene Orte umgesiedelt wurden.

#### Beulenpest
Im Jahr 1738 wurde das Banat von der Beulenpest heimgesucht, die von den Heeres- und Flüchtlingszügen aus den südlich und südöstlich gelegenen Regionen eingeschleppt wurde. Von den sechs „Barmherzigen Brüdern“, die die Kranken versorgten, kamen selbst vier ums Leben. Von den etwa 6000 Einwohnern Temeswars erlagen etwa 1000 der Seuche. In Temeswar weihte man 1742 auf dem Domplatz die Dreifaltigkeitssäule zum Gedenken an die Opfer von Pest, Hunger und Krieg ein.

#### Geschlechtskrankheiten
In den 1750er Jahren wurden elf sogenannte Wasserschübe dokumentiert. Bei diesen Schüben wurden aus der österreichischen Reichshälfte stammende Delinquenten und „liederliche Weibsbilder“ zwangsweise ins Banat abgeschoben, was zur Verbreitung von Geschlechtskrankheiten beitrug.

#### Typhöses Fieber
Neben der Malaria war in der Phase der Theresianischen Besiedlung auch das „Ungarische Fieber“, eine Art typhöses Fieber mit entsprechenden Auswirkungen auf das Nervensystem, verbreitet. Dieses Fieber, in den Sterberegistern auch als „Morbus hungaricus“ ausgewiesen, hatte als Ursache den Umstand, dass die Behausungen der Neusiedler nicht richtig ausgetrocknet oder von vornherein auf schlechtem Grund gebaut waren.

#### Blattern
Den gefürchteten Blattern (Pocken) konnte man bereits im ersten Jahrzehnt des 19. Jahrhunderts mit der Durchführung von Pockenschutzimpfungen Einhalt gebieten. Der Überlieferung nach wurden im Banat die Pocken bereits seit dem 18. Jahrhundert bekämpft, indem man den Kleinkindern Milch von pockeninfizierten Kühen zu trinken gab. Dieser Brauch war vorwiegend bei der rumänischen Bevölkerung verbreitet.

#### Asiatische Cholera
Im Jahr 1828 brach die so genannte „Asiatische Cholera“ in Temeswar aus und forderte Tausende von Opfern. In der Festung wurden vorbeugende Hygiene-Maßnahmen und strenge Quarantäne-Maßnahmen eingeführt. Die Cholera wurde aus Galizien durch ruthenische Salzflößer eingeschleppt. Die Cholerajahre 1832 und 1836, 1848 bis 1849, 1866 und 1873 sind als regelrechte „Schreckensjahre“ dokumentiert.

#### Andere Krankheiten
Die Kindersterblichkeit im 18. Jahrhundert war erheblich. Als Ursache der hohen Sterberate bei Säuglingen und Kleinkindern ist in den Sterberegistern das Fieber angegeben. Tuberkulose und Lungenerkrankungen waren ebenfalls weit verbreitet. Ebenso die „Phrenesis“, eine Hirnerkrankung meist als Begleiterscheinung von Typhus.
In gesundheitlicher und seuchenhygienischer Hinsicht kann das Banat im 18. und 19. Jahrhundert als problematische Region eingestuft werden. Wegen einer fehlenden Krankenversicherung waren stationäre und ambulante Therapien ein Kostenrisiko und wurden somit nur selten in Anspruch genommen. Vielmehr hielten sich volksheilkundliche Prozeduren, durchmischt mit religiös-rituellen und abergläubischen Vorstellungen, bis ins 20. Jahrhundert.

### Erste Krankenhäuser

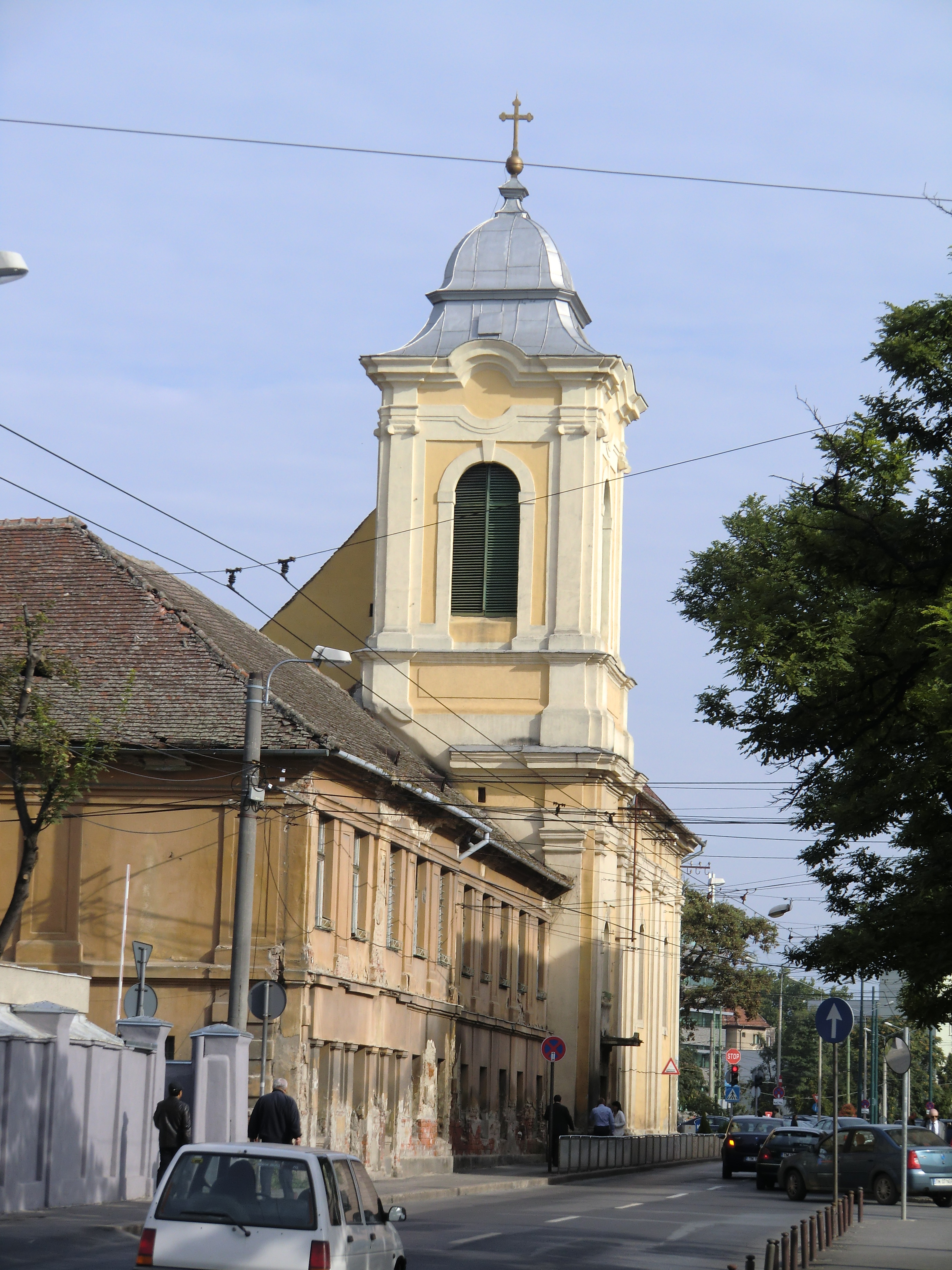
Augenklinik 2010

#### Barmherzigenspital
Bereits am 12. Dezember 1734 ordnete der kommandierende Landespräsident Johann Andreas Graf von Hamilton die Errichtung eines „ordentlichen Spitals“ in der Festung an. Ein Jahr später begann die Nepomuk-Bruderschaft mit dem Bau eines Krankenhauses. Am 1. November 1737 wurde das Krankenhaus dem Orden der Barmherzigen Brüder anvertraut. Mit Genehmigung des Kaisers Karl VI. trafen sechs Ordensbrüder in Temeswar ein. Sie eröffneten im rechten Flügel des Gebäudes die erste Apotheke der Stadt Zum Granat Apfel.  An der Stelle der Hausapotheke wurde zwischen 1748 und 1757 die Kirche der Barmherzigen Brüder am Piața 700 gebaut. Zwischen 1817 und 1840 schloss das Krankenhaus regelmäßig Verträge mit den Zünften zur kostenlosen Behandlung der Kranken ab. Im Jahr 1914 verfügte das Barmherzigenspital über 14 Betten, einen Arzt und zwei Krankenpfleger. 1918 waren bereits 50 Betten eingerichtet. Heute befindet sich in dem Gebäude des ehemaligen Barmherzigenspitals die Klinik für Augenheilkunde (rumänisch: Spitalul Clinic de Oftalmologie).

#### Bürgerspital
Bürgermeister Peter Solderer setzte sich während seiner Amtszeit für die Errichtung eines städtischen Bürgerspitals ein. Zu diesem Zweck hinterließ er der Stadt testamentarisch 50 Gulden. Am 7. September 1744 reichte der Magistrat der Landesadministration ein Gesuch zur Genehmigung des Bauplatzes gegenüber dem Krankenhaus der Barmherzigen Brüder ein. Am 24. Februar 1745 überwies die Landesadministration 250 Gulden für den Bau des neuen Bürgerspitals. Aus finanziellen Gründen  wurde der Bau erst nach zwölf Jahren (1757) fertiggestellt. Nach der Fertigstellung wurde jedoch lediglich ein Viertel des Gebäudes zu Krankenhauszwecken genutzt. Im restlichen Teil des Gebäudes waren das Postamt, das städtische Eichamt, ein Asyl und eine Gaststätte untergebracht. Zwar brachten diese Institutionen dem Krankenhaus jährliche Mieteinnahmen von 1227 Gulden, doch deckten diese den finanziellen Bedarf bei Weitem nicht. Das Defizit wurde durch Spenden und Wohltätigkeitsveranstaltungen aufgestockt. Erst nach der Ungarischen Revolution von 1848/49, als das Bürgerspital fast völlig abbrannte, stellte die Stadt 17.672 Gulden zum Wiederaufbau des Gebäudes zur Verfügung. Nach dem Wiederaufbau wurden sämtliche Fremdeinrichtungen ausgegliedert, die Zahl der Krankenzimmer von vier auf sechs erhöht, ein Verbandzimmer, ein Zimmer für Infektionskrankheiten und ein Kreißsaal eingerichtet. Desgleichen wurden die neuesten Erkenntnisse der Chirurgie eingeführt, zum Beispiel die antiseptische Methode des englischen Arztes J. Lister, die Magenresektion nach Billroth sowie die Dampfsterilisierung. Heute ist in dem Gebäude die Klinik für Dermatologie und venerische Krankheiten (rumänisch: Spitalul Clinic de Dermatologie și Boli Venerice) untergebracht.

#### Militärspital
Das dritte Krankenhaus der Festung war das Militärspital, auch Garnisonsspital genannt. Das Krankenhaus wurde zwischen 1744 und 1766 gebaut und zwischen 1817 und 1818 aufgestockt. Das Militärspital ist ein imposantes Gebäude in barockem Stil und erstreckt sich über ein ganzes Karree. Hier wurde 1847 erstmals unter Narkose operiert, eine Methode, die weltweit erst seit 1846 praktiziert wurde. Bei der Belagerung der Festung durch die revolutionären Truppen von 1849 geriet das Spital durch Artilleriefeuer in Brand und konnte trotz des Einsatzes der Militärfeuerwehr nicht gelöscht werden.
Vier Jahre nach der Belagerung von 1849, die 2000 Opfer forderte, waren die drei Krankenhäuser der Stadt wieder vollkommen funktionsfähig.
In der zweiten Hälfte des 19. Jahrhunderts verbesserte sich das Gesundheitswesen erheblich. Es wurden Privatpraxen gegründet, neue Apotheken eröffnet und die Anzahl des medizinischen Personals stieg erheblich an. Im Jahr 1898 gab es in Temeswar 39 Ärzte, 44 Hebammen, vier Krankenhäuser und zehn Apotheken. Im selben Jahr wurde der Rettungsdienst gegründet. Diesem standen drei Boote, drei Kutschen, zwölf Tragen und zwölf Arzttaschen zur Verfügung. Erst in der Zwischenkriegszeit wurde der Rettungsdienst mit Fahrzeugen ausgestattet.

#### Kinderspital
Die Kinderklinik in Timișoara wurde 1902 mit finanzieller Unterstützung von Anton Sailer errichtet. Er spendete dem Verein Weißes Kreuz 51.000 Kronen, die Hälfte der benötigten Summe für den Bau des Krankenhauses. Anton Sailer wurde in Arad geboren und war als Kaufmann in Temeswar tätig. Sein erworbenes Vermögen stellte er für wohltätige Zwecke zur Verfügung. 1904 wurde er zum Ehrenbürger der Stadt Timișoara ernannt.
Ihm zu Ehren wurde 1906 seine Büste vor dem Hauptgebäude des Krankenhauses, in der Mitte des ehemaligen Horațiu-Platzes, dem heutigen Königin-Maria-Platz, aufgestellt.
1913 wurde die Abteilung für Kinderchirurgie mit zehn Betten eingerichtet und 1931–1942  das Gebäude aufgestockt und auf 100 Betten erweitert.

### Erste Ärzte (Auswahl)
Bei der Bekämpfung von Cholera, Pest und ähnlichen Seuchen wirkte im 19. Jahrhundert eine Reihe von Ärzten mit:
| | |
| - Basilius Baich (Lebensdaten unbekannt), in der Zeitspanne 1819–1844 leitender Arzt des Bürgerspitals - Anton Bonomi (Lebensdaten unbekannt), Arzt und Mitbegründer des „Vereins für Praktische Heilkunde“ - Gheorghe Ciocirlan (1764–1848), Arzt und Initiator des „Vereins für Praktische Heilkunde“, Mitorganisator mehrerer medizinischer Tagungen in Temeswar - Peter Eirich (1787–1860), Arzt und Chirurg - Franz Gnädiger (1771–1847), Arzt und Chirurg, auch in der katholisch-bischöflichen Medizinalfürsorge tätig - Johann Eberhard von Martini (1785–1870), während der Revolutionswirren von 1849 als Militärarzt tätig | - Leopold Pinkus (Lebensdaten unbekannt), Arzt - Franz Reichard (Lebensdaten unbekannt), in der Zeitspanne 1844–1848 leitender Arzt des Bürgerspitals - Thomas Stepanovits (1809–1881), in der Zeitspanne 1848–1876 leitender Arzt des Bürgerspitals, auch in der katholisch-bischöflichen Medizinalfürsorge tätig - David Wachtel (1807–1872), Medizinprofessor an der Budapester Semmelweis-Universität, ab 1850 Chefredakteur der in Budapest erschienenen deutschsprachigen Zeitschrift für Natur- und Heilkunde in Ungarn – mit gleicher Berücksichtigung für Naturforscher, Sanitätsbeamte, Ärzte, Wundärzte und Pharmaceuten |

## Rumänien (1919 bis heute)

### Medizinische Fortschritte

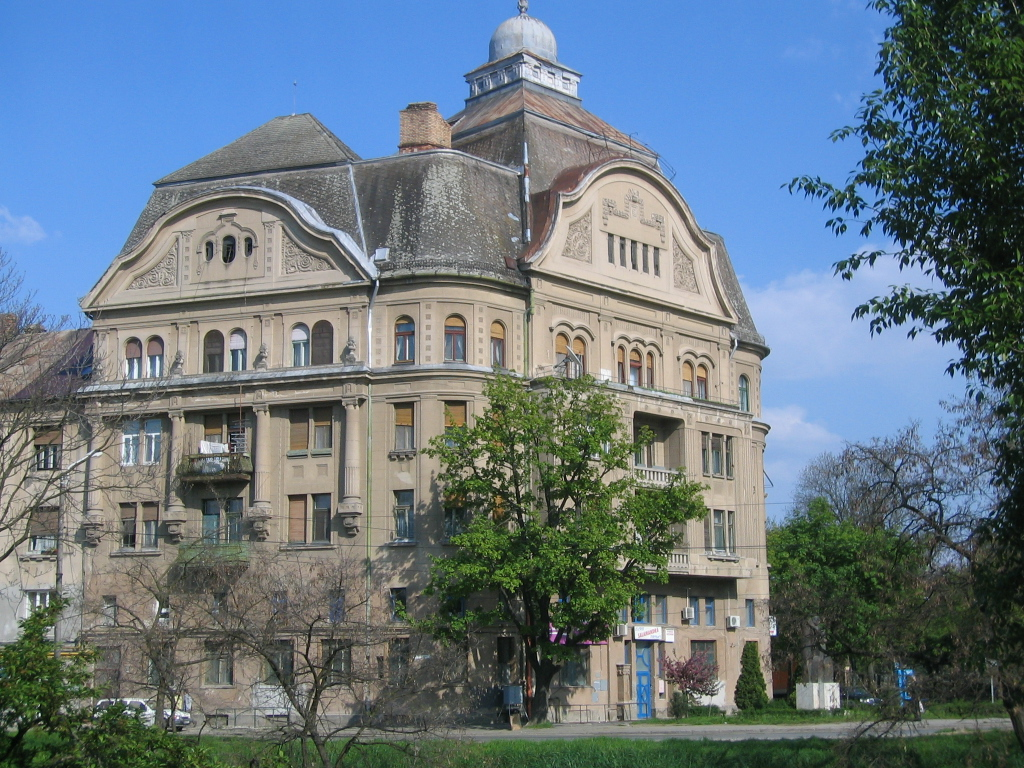
Balneoklimaterisches Therapiezentrum Neptunbad

Nach 1918 entwickelte sich das Gesundheitswesen entsprechend dem Bevölkerungszuwachs. Für die gesundheitliche Betreuung der 72.000 Einwohner standen 1914 der Stadt 62 Ärzte, 53 Hebammen, 50 Krankenpfleger und 34 Apotheker zur Verfügung.
Durch den Bau des Schlachthauses, der Eisfabrik und der Milchstation in der Zwischenkriegszeit konnten gesündere Lebensmittel erzeugt werden, was einen wichtigen Schritt zur Verbesserung der Gesundheit der Bevölkerung bedeutete. Im Jahr 1918 wurden die Schutzimpfungen gegen Scharlach, Diphtherie und Windpocken verpflichtend eingeführt.
In der Zeitspanne von 1919 bis 1935 konsolidierte sich die Gesundheitsbetreuung durch die vielseitige Tätigkeit der neu gegründeten Privatkliniken. Die „Medizinische Gesellschaft“, die 1936 ins Leben gerufen wurde, veranstaltete Tagungen, Beratungen, Dokumentationsreisen nach Bukarest, Cluj, Athen und Kairo. Die 97.000 Einwohner der Stadt wurden von 186 Ärzten betreut.
Im Jahr 1940 gab es in Timișoara 31 Heime und Sozialstationen: das Taubstummenasyl, das Blindenheim, die Caritasstation, das Nachtasyl, zwei Waisenhäuser, zwei Armenhäuser, zwei Armenküchen, vier Kinderkrippen und ein Altenheim. Von den fünf bestehenden Stadtbädern wurde das Neptunbad zum Thermalbad mit therapeutischen Anwendungen umgestaltet. In den Fabriken wurden Umkleidekabinen mit Duschen eingeführt. Eine großangelegte Kampagne zur Bekämpfung von Alkoholmissbrauch wurde gestartet. Die „Gottemplar Gesellschaft“ setzte sich für die Einführung der Prohibition ein.
Die Bekämpfung der Prostitution war eine der größten Aufgaben des Gesundheitswesens in der Zwischenkriegszeit. Die Sittenpolizei hatte viel zu wenig Personal, um der Lage Herr zu werden. Um die Geschlechtskrankheiten einzudämmen, wurden die Frauen ab dem Jahr 1927 unentgeltlich behandelt. Im Jahr 1929 gab es insgesamt 1196 Fälle von Syphilis. Zwei Jahre später waren 301 Frauen offiziell registriert, jedoch lag die Dunkelziffer weit höher. Als das Gesundheitsministerium 1934 ein „Dekret zur Bekämpfung der Prostitution“ erließ, wurden drastischere Maßnahmen eingesetzt.
Trotz der Fortschritte im Gesundheitswesen in der Zwischenkriegszeit gab es noch genügend Mängel. Überteuerte Medikamente, unzureichende Krankenhauskapazitäten, Ärztemangel waren einige davon. So waren das Kinderspital, das Epidemische Sanatorium und die Frauenklinik für das ganze Banat zuständig und den Anforderungen bei Weitem nicht gewachsen.

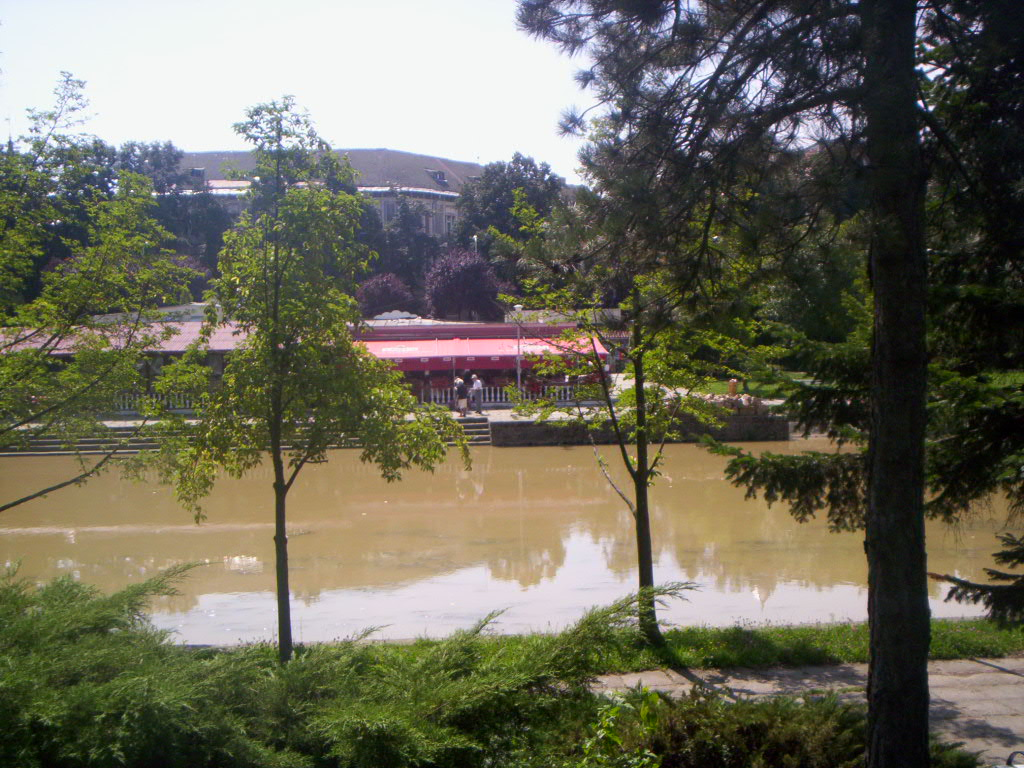
Begakanal mit dem Thermalbad an der Bega im Hintergrund

Am 3. November 1948 wurden die Krankenhäuser verstaatlicht, am 2. April 1949 fielen auch die Apotheken und die medizinischen Labors der Enteignung in Rumänien zum Opfer. Nach dem Zweiten Weltkrieg stieg die Anzahl der Krankenhäuser und die der Ärzte stetig. Die ärztliche Betreuung und die Medikamente waren unentgeltlich, jedoch blieb den Ärzten der Kontakt zu den neuesten Erkenntnissen der Medizin verwehrt und ebenso das Einführen modernster Medizingeräte und Apparatur aus dem Ausland.
Im Jahr 1956 verfügte der Gesundheitssektor in Timişoara über 546 Ärzte, 141 Apotheker, 1052 Schwestern und 105 Pfleger. Im Jahr 1977 waren bereits 6009 Personen im medizinischen Bereich tätig.
1971 hatte die Stadt acht Krankenhäuser mit rund 3000 Betten für die stationäre Behandlung. Zur ambulanten Versorgung standen sieben Polikliniken, 66 Arztpraxen mit jeweils mehreren Ärzten und 25 Apotheken zur Verfügung. Eine Besonderheit war und ist auch heute noch das Thermalbad an der Bega. Es wird von einer 52 Grad Celsius warmen Thermalquelle gespeist, die 1965 in 1200 Meter Tiefe bei Bohrungen gefunden wurde. Schwerpunktmäßig werden hier rheumatische Beschwerden behandelt.
Nach 1990 stieg die Anzahl der Ärzte, die sich in Timişoara niederließen, stetig. Den Ärzten bot sich die Möglichkeit, Kontakte mit dem Westen zu knüpfen und so die neuesten Erkenntnisse der Medizin einzuführen. Vielen Temeswarer Ärzten gelang es, durch persönliche Kontakte zu namhaften westlichen Institutionen ihre Kliniken mit hochwertiger medizinischer Apparatur auszustatten. Dadurch stieg die Qualität der medizinischen Behandlung erheblich. Es wurden die neuesten Erkenntnisse der Nuklearmedizin, der Immunologie, der Allergie, der Computertomographie, der Endoskopie und der Humangenetik eingeführt.
Das Gesundheitswesen wurde auf zwei Säulen aufgebaut, die öffentlichen und die privaten Einrichtungen. Die Gesellschaft „Hilfe für Rumänien“ finanzierte den Aufbau des Zentrums zur Früherkennung und Rehabilitation (rumänisch: Centrul de Diagnostic precoce și reabilitare). Das Zentrum ist mit einer Schule zur Ausbildung des medizinischen Personals ausgestattet. Das Regionale Bluttransfusionszentrum (rumänisch: Centrul Regional de Transfuzie sanguină) wurde mit finanziellen Mitteln des PHARE-Programms und der Weltbank mit modernster Technik ausgestattet.
Nach 1990 entstanden wieder private Arztpraxen und Kliniken in Timișoara. 1997 wurde die Nationale Krankenkasse eingeführt, mit der am 31. Juli 2003 433 Ärzte Verträge abgeschlossen hatten.

### Moderne Krankenhäuser

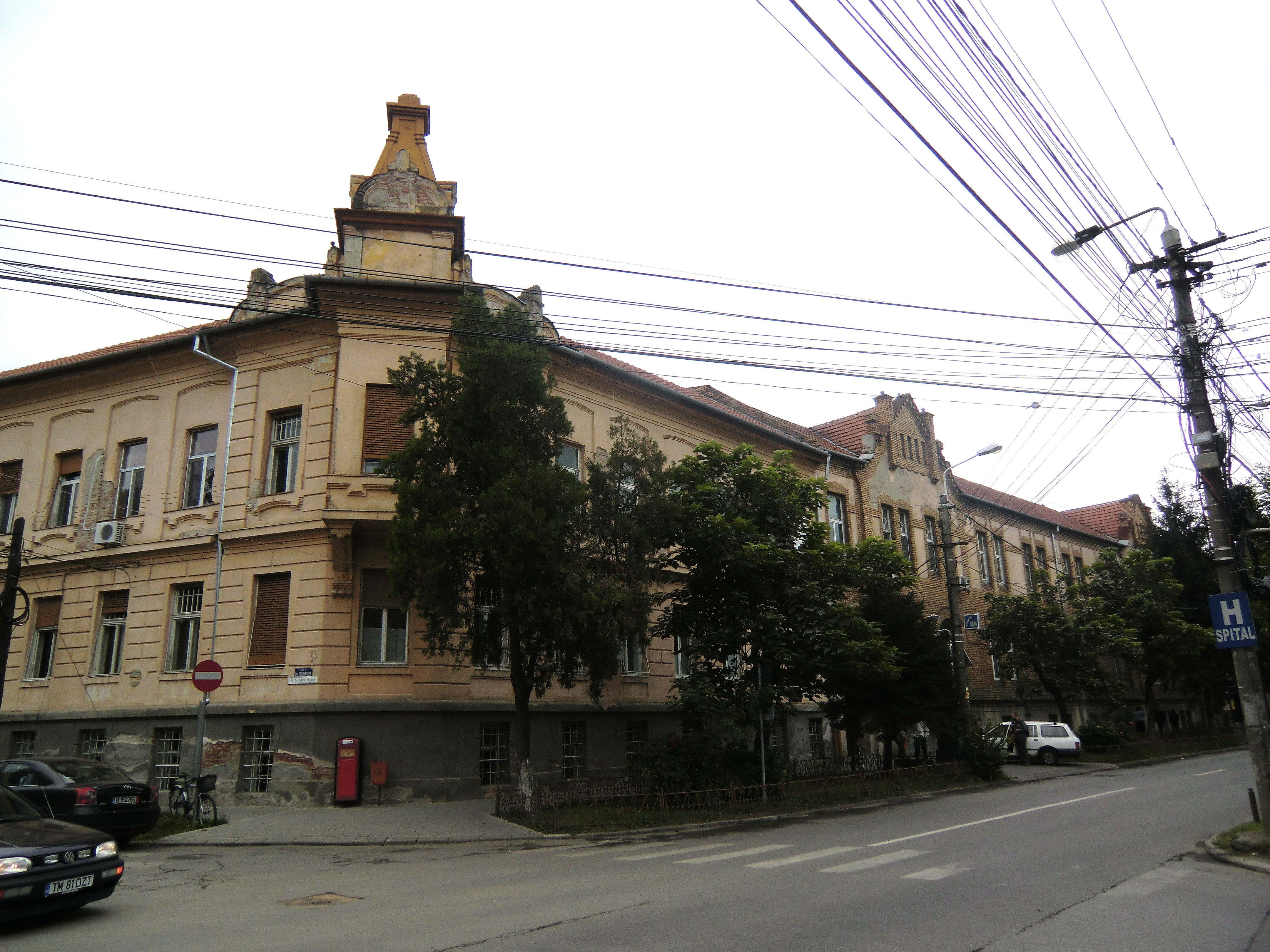
Klinik für Frauenheilkunde und Gynäkologie Bega, 2010
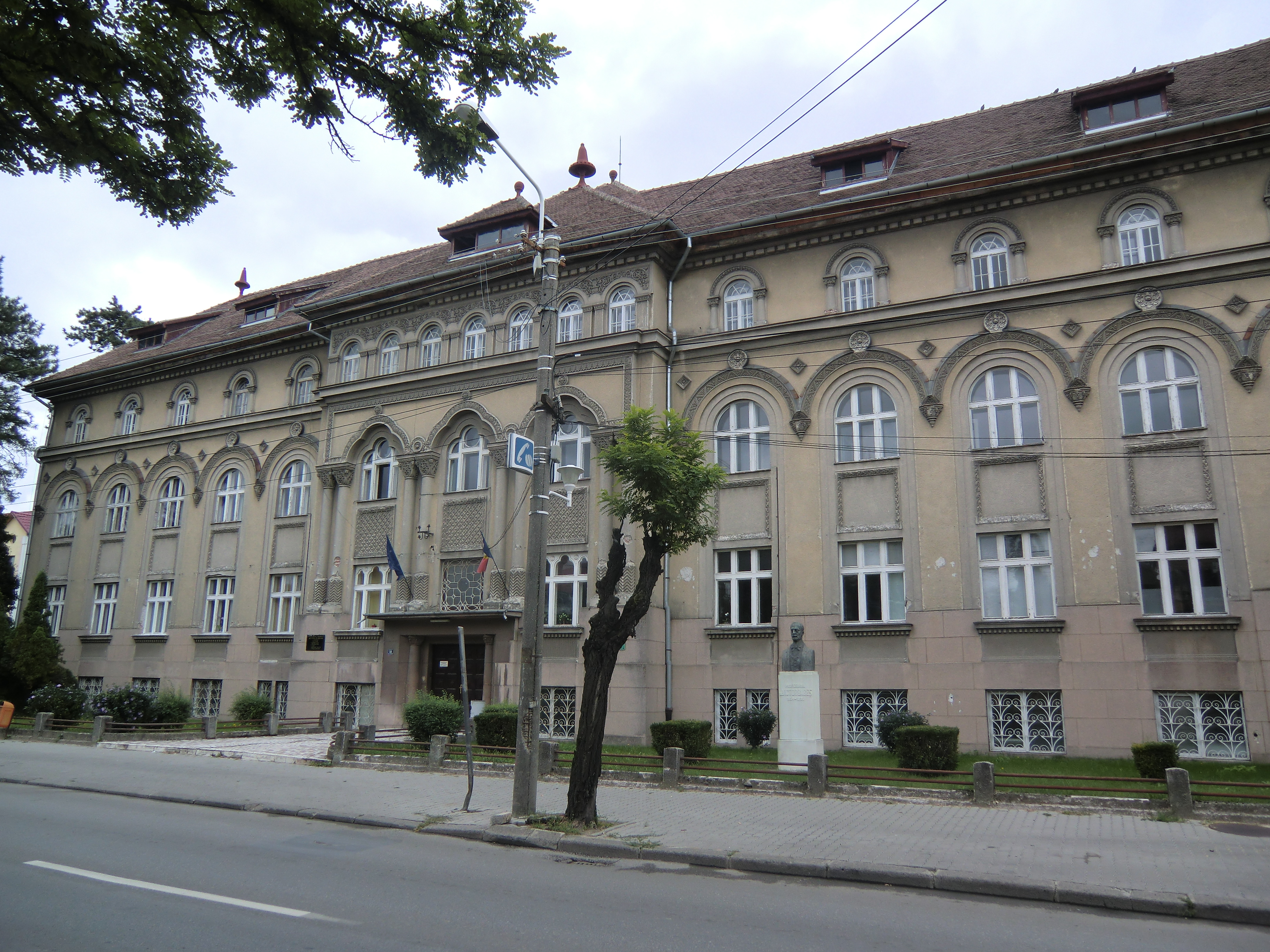
Institut für Hygiene und öffentliche Gesundheit Dr. Victor Babeș, 2010
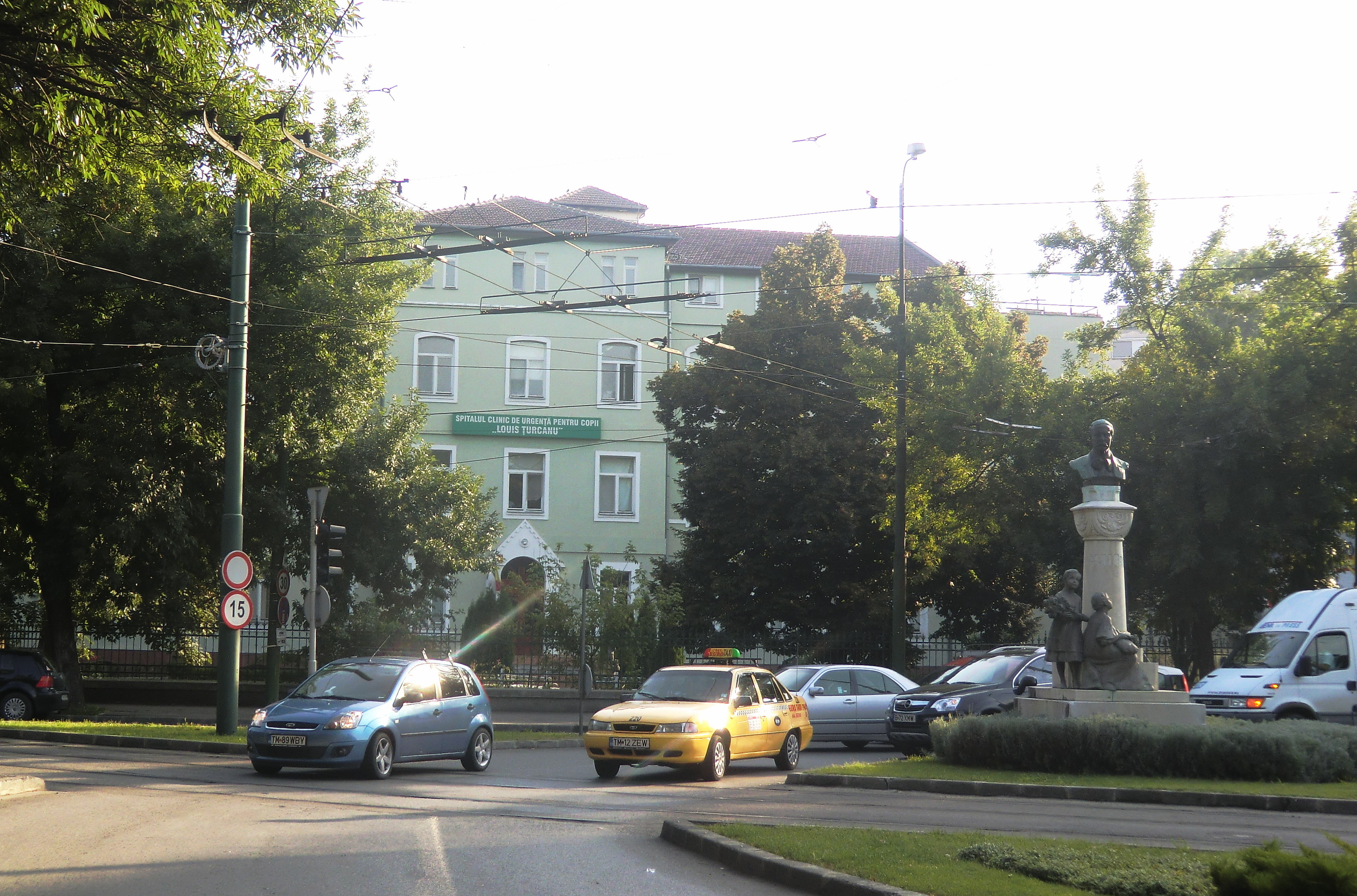
Kinderklinik Louis Țurcanu, 2010
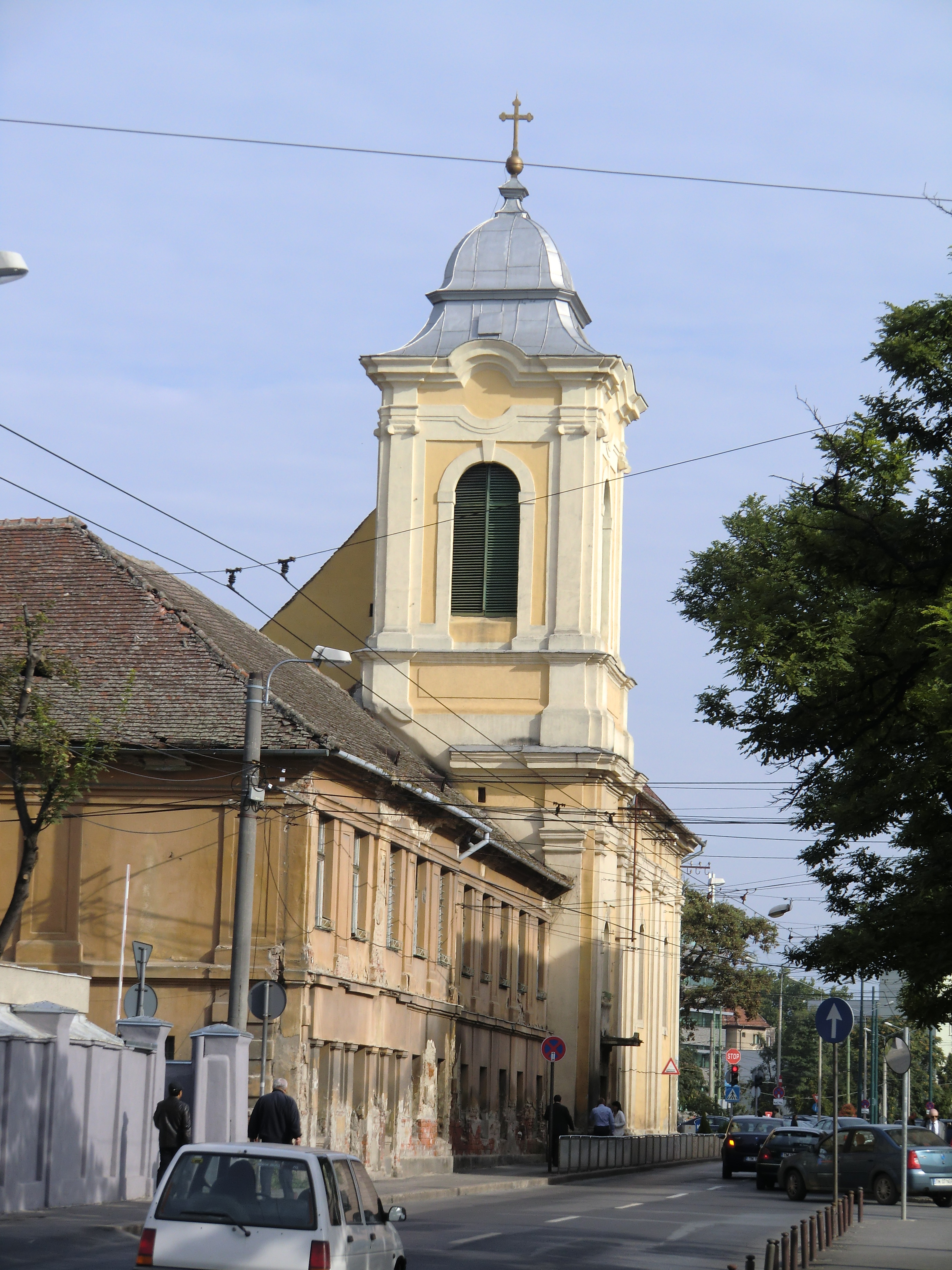
Klinik für Augenheilkunde
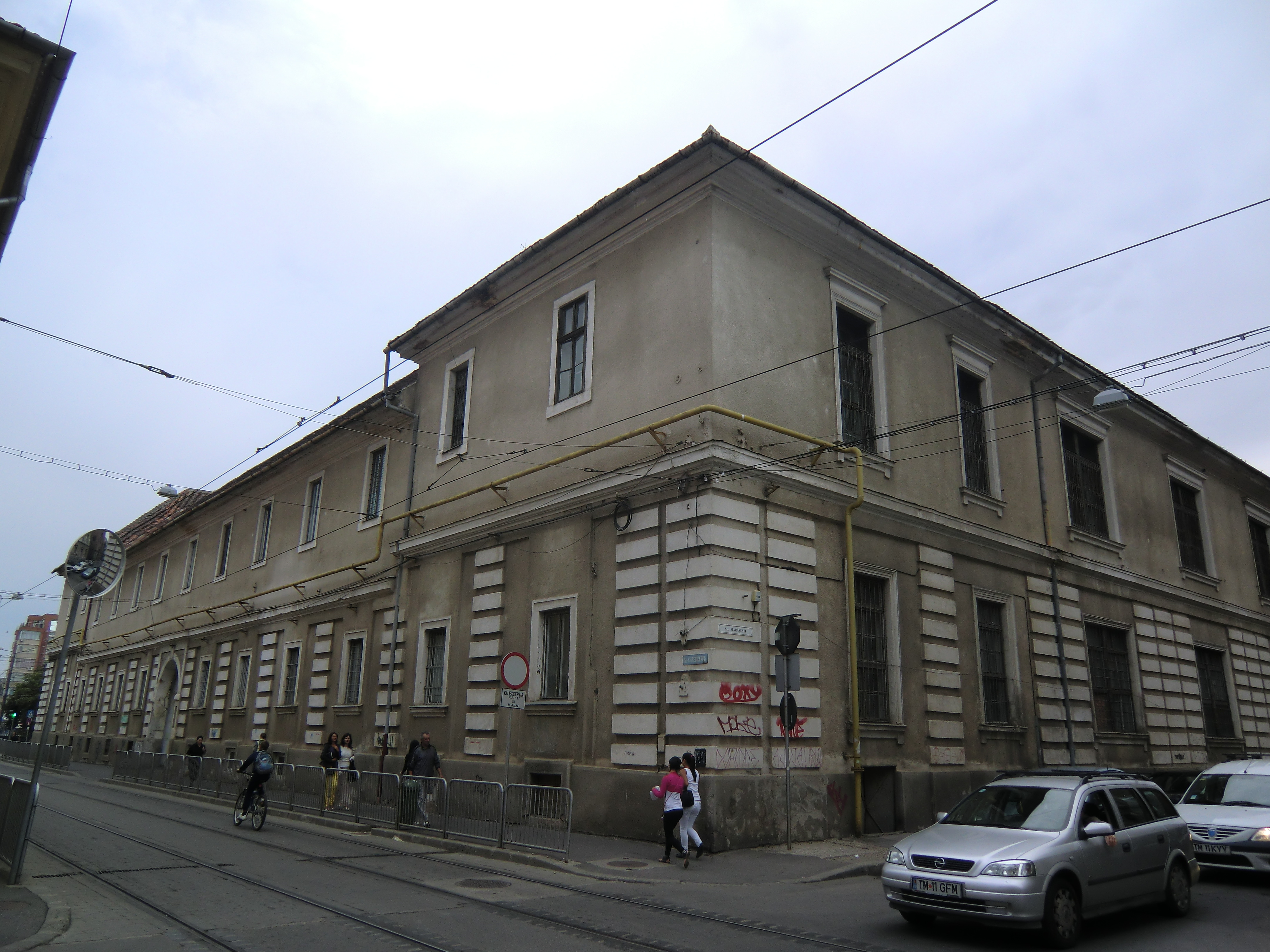
Universitätsklinik für Onkologie und Dermato-Venerologie
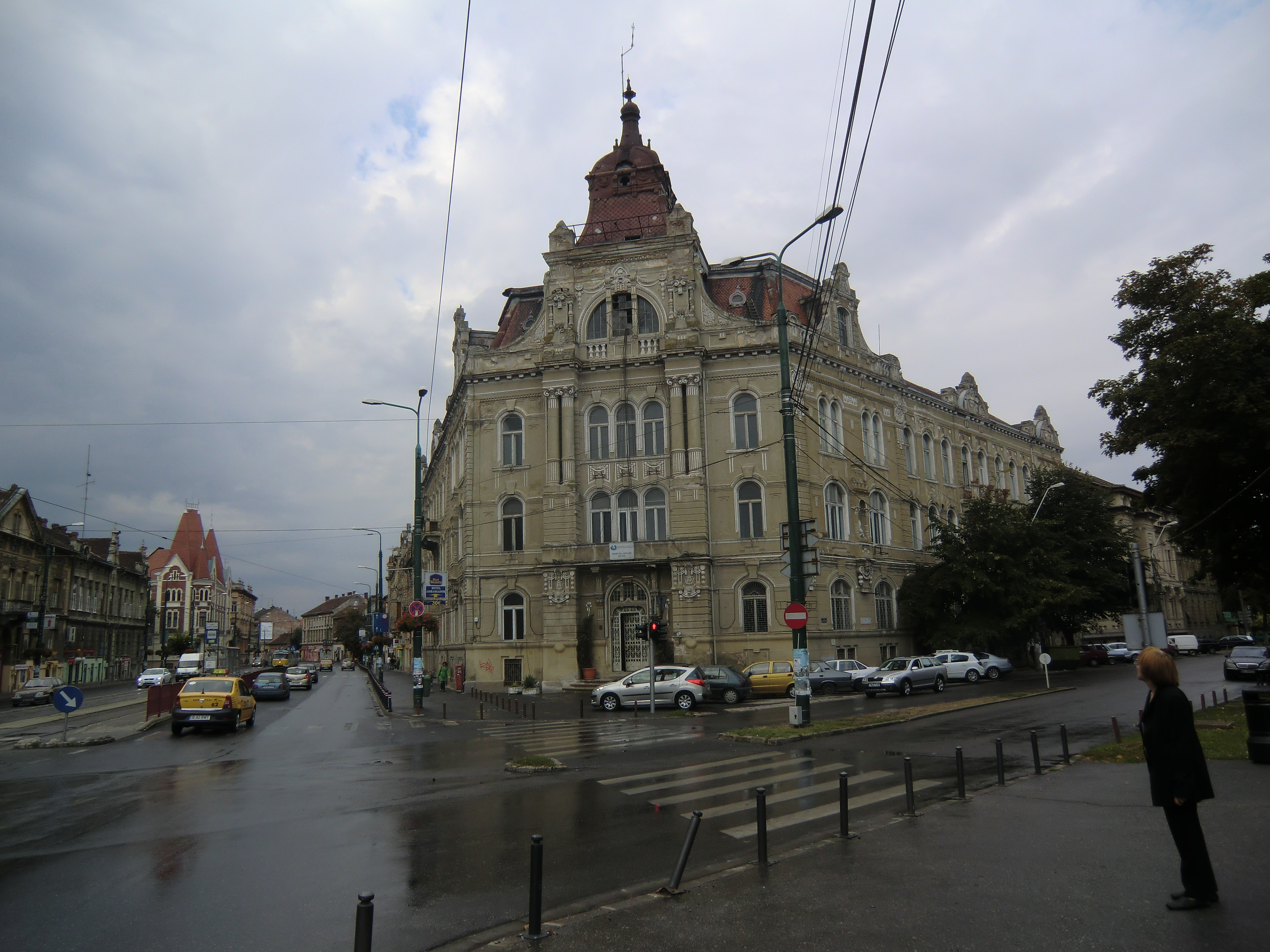
Chirurgische Klinik der Regionaldirektion für Transportwesen, 2010
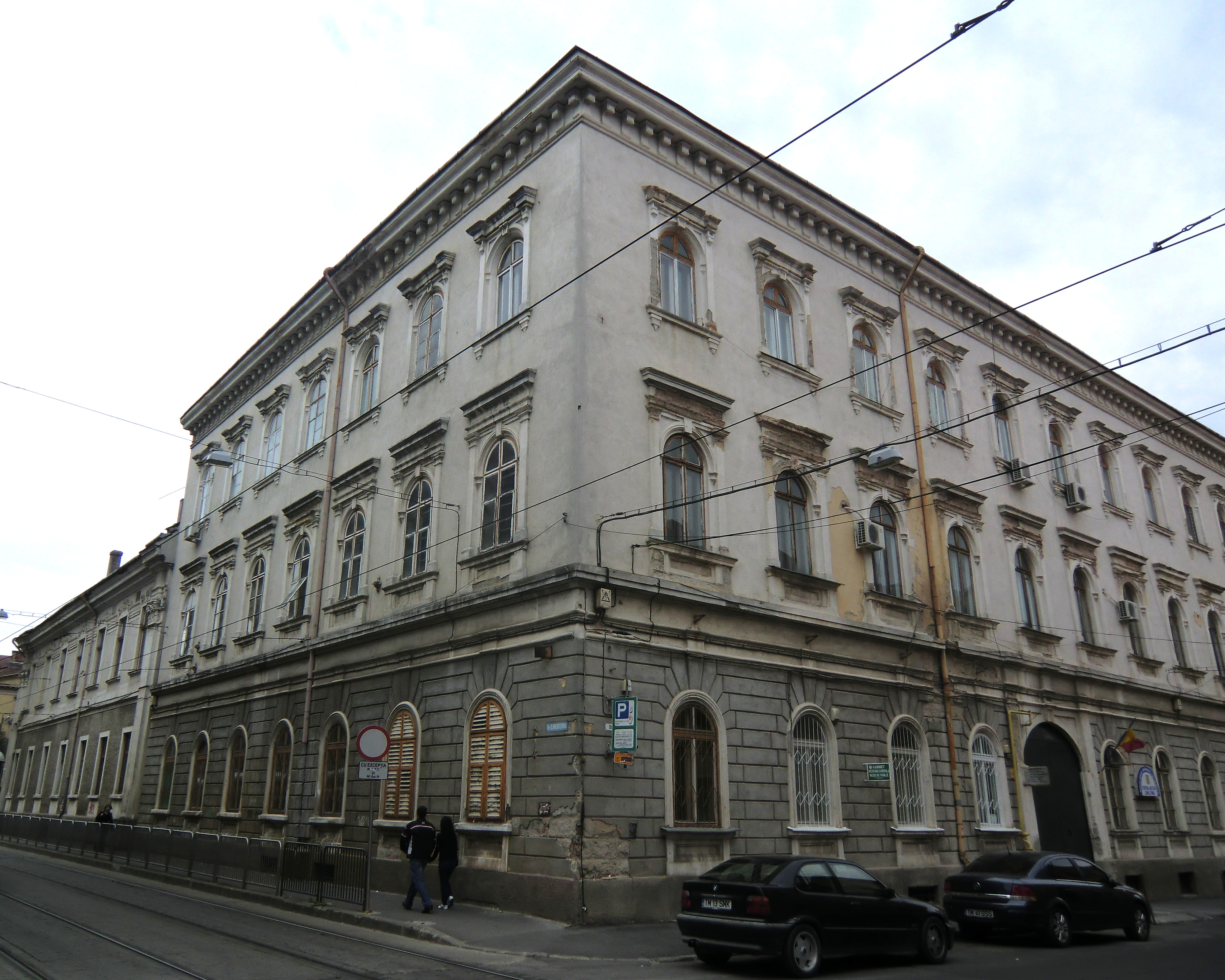
Militär-Unfallkrankenhaus Dr. Victor Popescu, 2010
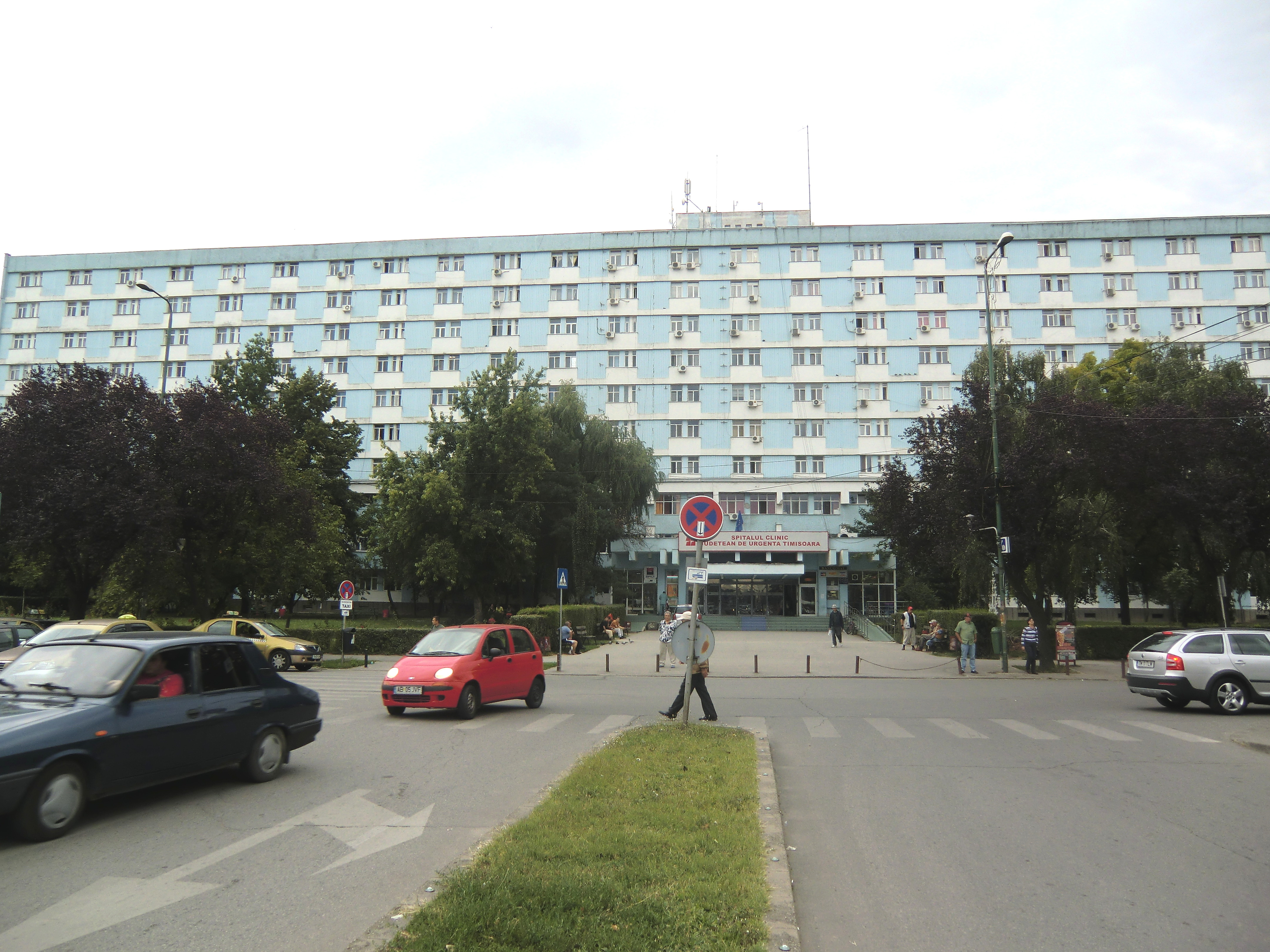
Kreiskrankenhaus, 2010
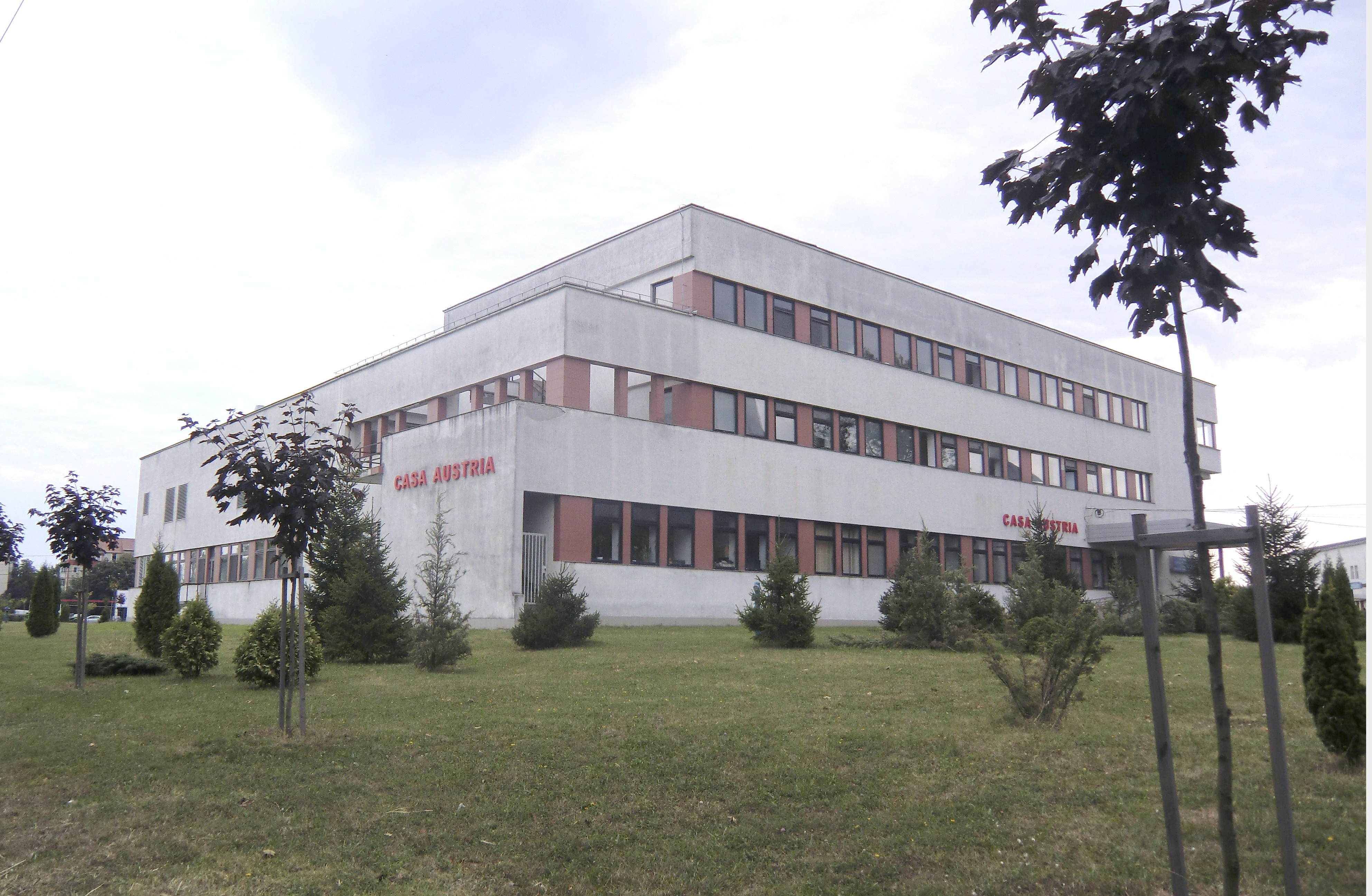
Unfallklinik Casa Austria, 2010

#### Krankenhaus für Infektionskrankheiten und Pneumologie Dr. Victor Babeș (1920)
Im Jahr 1920 wurden im Jagdwald (rumänisch: Pădurea Verde) drei Pavillons des Spitals für Lungen- und Infektionskrankheiten mit 130 Betten erbaut. Der Mediziner Alfred Metz erwarb sich besondere Verdienste in der Organisation und Leitung der funktionellen Labortätigkeit und der Hämatologie des Infektionskrankenhauses zwischen 1930 und 1939. Hier entstand 1952 das Krankenhaus für Infektionskrankheiten und Pneumologie Dr. Victor Babeș (rumänisch: Spitalul Clinic de Boli Infecțioase si Pneumofiziologie Dr. Victor Babeș.) Die Abteilung Pneumologie ist mit 75 Betten ausgestattet, davon 60 für Tuberkulose und die Abteilung Infektionskrankheiten mit 60 Betten, davon vier für AIDS-Kranke. Zudem hat das Krankenhaus eine Abteilung für Raucherentwöhnung.

#### Universitätsklinik für Gynäkologie und Geburtshilfe Bega (1920)
1920 leitete Aurel Cândea den Kauf von drei ineinandergehenden Gebäuden auf dem Bulevardul Victor Babeș in der Elisabethstadt an und verlegte hierher die chirurgische Abteilung des Bürgerspitals mit 90 Betten. Das Begaspital, die erste moderne Klinik der Stadt, war gegründet. 1929 fand die Erweiterung der Klinik durch die Errichtung der Abteilungen für Radiologie, Urologie und HNO statt. Das Begaspital erhielt 1939 den Namen seines Gründers Dr. Aurel Cândea (rumänisch: Spitalul Clinic Dr. Aurel Cândea). Darüber hinaus wurde vor dem Gebäude die Bronzebüste des Namensgebers aufgestellt.
Daraus ging nach der Verstaatlichung von 1948 die Klinik für Frauenheilkunde und Gynäkologie Bega (rumänisch: Spitalul Clinic de Obstetrică și Ginecologie Bega) hervor. 1970 verfügte die Frauenklinik über 425 Betten und beschäftigte 226 Ärzte.

#### Universitätsklinik für Gynäkologie und Geburtshilfe Dr. Dumitru Popescu (1921)
Der Gynäkologe Ludwig Diel gründete 1921 das zweite Frauensanatorium Temeswars in der Josefstadt. Diehl studierte an der Universität in Budapest Chirurgie und Gynäkologie und absolvierte anschließend mehrere Fortbildungslehrgänge bei den Professoren Hans von Haberer und August Bier. Daraus ging nach der Verstaatlichung von 1948 die Universitätsklinik für Frauenheilkunde und Gynäkologie Dr. Dumitru Popescu im IV. Bezirk Iosefin hervor.

#### Institut für Hygiene und öffentliche Gesundheit Dr. Victor Babeș (1926)
Besondere Verdienste im Aufbau der modernen Medizin in Timişoara sind dem Mediziner Ioan Telegut zuzuschreiben. Im Jahr 1926 startete er eine breitangelegte Spendenaktion in den Kreisen Timiș, Arad und Bihor. Innerhalb von acht Jahren kamen sechs Millionen Lei zusammen. So konnte das erste Hygieneinstitut errichtet werden. Daraus entstand 1946 das Institut für Hygiene und öffentliche Gesundheit Dr. Victor Babeș (rumänisch: Institutul de Igienă si Sănătate Publică Dr. Victor Babeș). Vor dem Institut steht die Büste des rumänischen Pathologen und Namensgebers Victor Babeș.

#### Kinderklinik Louis Țurcanu (1931)
1931–1942 wurde das Gebäude der seit 1902 bestehenden Kinderklinik aufgestockt und auf 100 Betten erweitert. 1945, nach der Eröffnung der Medizinischen und Pharmazeutischen Universität Victor Babeș, entstand in der Kinderklinik eine der ersten Universitätskliniken Timișoaras. Nach der Verstaatlichung von 1948 wurden der Kinderklinik die angrenzenden Sanatorien PARC und Burian angegliedert, so dass die Kapazität des Hauses auf 180 Betten erhöht werden konnte; erster Direktor wurde Emil Hurmuzache. 
In den Jahren 1950 bis 1952 erfolgte die Erweiterung der Klinik mit zwei zweistöckigen Flügeln. Das Krankenhaus wurde auf 250 Betten erweitert und erhielt eine Ambulanz, einen Vortragsraum für Studierende, eine Bibliothek und einen Speisesaal für Mütter. 1962 wurde  der spätere Namensgeber, Louis Țurcanu, Direktor der Kinderklinik.

#### Klinik für Augenheilkunde (1947)
Am 1. Oktober 1948 wurde das Barmherzigenspital verstaatlicht. In dem Gebäude wurde die Universitätsklinik für Augenheilkunde eingerichtet. Ihre Entstehung begann 1947 im Bürgerspital unter der Leitung von Nikolaus Blatt und wurde ein Jahr später ins Barmherzigenspital verlegt. Nikolaus Blatt war der erste Direktor der neu gegründeten Augenklinik.

#### Universitätsklinik für Onkologie und Dermato-Venerologie (1949)
Nach der Gründung der Medizinischen und Pharmazeutischen Universität Victor Babeș entstand 1949 die dermatologische Klinik mit einer Abteilung für Krebspatienten im Bürgerspital. Das Gebäude befindet sich im alten Stadtkern und war das erste städtische Krankenhaus in ganz Rumänien.

#### Universitätsklinikum Neue Kliniken (1950)
Im Jahr 1950 entstand die Neue Klinik (rumänisch Clinicile Noi) in dem Gebäude der ehemaligen Kadettenschule im Stadtteil Elisabetin. Dazu gehörte eine Abteilung für Allgemeinmedizin, eine für Chirurgie, eine für Neurologie und eine für Radiologie. Anfangs war die Neue Klinik im Begaspital tätig, bis sie 1974 in das Gebäude neben dem Botanischen Garten einzog. Die Neue Klinik ist eines der bedeutendsten Krankenhäuser im Banat. Heute trägt sie die offizielle Bezeichnung Munizipalkrankenhaus (rumänisch: Spitalul Clinic Municipal).

#### Chirurgische Klinik der Regionaldirektion für Transportwesen (1959)
1959 wurde die Chirurgische Klinik der Regionaldirektion für Transportwesen (rumänisch: Spitalul Clinic CFR Timișoara) eingerichtet, deren Leitung Pius Brânzeu übernahm und bis 1981 innehatte. Die Chirurgische Klinik der Regionaldirektion für Transportwesen war bis 2012 dem Verkehrsministerium unterstellt und wurde dann dem Gesundheitsministerium eingegliedert.

#### Militärkrankenhaus für Unfallchirurgie Dr. Victor Popescu (1969)
Im Militärkrankenhaus wurde die erste Uniklinik für Innere Medizin und die erste chirurgische Uniklinik unter der Leitung der Professoren Ana Aslan und Ion Făgărășanu eingerichtet. Hier legte Doktor Pius Brânzeu den Grundstein für die Gefäßchirurgie. Heute ist das Militärkrankenhaus für Unfallchirurgie Dr. Victor Popescu (rumänisch: Spitalul Militar de Urgență Dr. Victor Popescu) eines der modernsten Krankenhäuser der Rumänischen Armee.

#### Kreisklinikum für Notfallmedizin Timișoara (1974)
Der stetige Bevölkerungszuwachs hatte den Bau eines neuen, modernen Krankenhauses zur Folge. Zwischen 1970 und 1974 wurde das neue Kreiskrankenhaus (rumänisch: Spitalul Clinic Județean) mit 770 Betten im Neubaugebiet Calea Girocului gebaut, das größte und bedeutendste Krankenhaus im Westen Rumäniens. Mitbegründer und erster Direktor des Kreisspitals war Ferdinand Nistor-Gallo, einer der größten Förderer des Banater Gesundheitswesens. Als Direktor des Kreisspitals richtete er die erste Dialysestation ein und nahm die erste Nierentransplantation vor. Das Kreiskrankenhaus betreibt auch eine Schule zur Ausbildung des medizinischen Personals.

#### Klinik für Herz-Kreislauf-Erkrankungen ASCAR (1979)
1979 wurde die Klinik für Herz-Kreislauf-Erkrankungen ASCAR (rumänisch: Clinica de Cardiologie vasculară ASCAR) von Luca Stanciu am Bulevardul Revoluţiei Nummer 12 gegründet. Die Klinik verfügt über eine Abteilung für Herzchirurgie.

#### Unfallkrankenhaus Casa Austria (2003)
Unter den Privatkliniken verdient das Unfallkrankenhaus Casa Austria eine besondere Erwähnung. Das Krankenhaus wurde am 16. Mai 2003 auf Betreiben des Wiener Unfallchirurgen Johannes Poigenfürst nach modernsten europäischen Standards errichtet.
Im Jahr 2005 gab es in Timişoara 16 staatliche Krankenhäuser, 35 Privatkliniken, 80 Apotheken. Es waren 1179 niedergelassene Humanmediziner und 1129 Zahnärzte tätig.

#### Munizipalklinikum für Notfallmedizin (2011)
Das Munizipalklinikum für Notfallmedizin (rumänisch Spitalul Clinic Municipal de Urgență) wurde durch den Beschluss des Stadtrats Nummer 1990 vom 6. Oktober 2011 durch den Zusammenschluss mehrerer städtischer Krankenhäuser gegründet. Der Zusammenschluss soll eine effizientere und umfassendere gesundheitliche Versorgung gewährleisten. Das Munizipalklinikum umfasst 23 Abteilungen mit 1024 Betten, von denen sind die Hälfte chirurgische Betten.

### Karitative Einrichtungen
Am 21. Juni 1993 wurde der Caritas-Verband der Diözese Temeswar als gemeinnütziger Verein gegründet. Der Caritas-Verband ist auf dem Gebiet der Diözese Temeswar in den Kreisen Timiș, Arad, Caraș-Severin und Mehedinți tätig. Er setzt sich für die sozialen, materiellen und psychischen Belange von Kindern aus Problemfamilien, Gewaltopfern, Süchtigen, Kranken im Endstadium und anderen Personen in Notsituationen ein. Der Caritas-Verband sorgt für deren Unterkunft, leistet medizinische Versorgung, psychische Unterstützung, organisiert Bildungs- und Kulturangebote und ist beratend tätig.

#### Mutter-Kind-Haus
Zum Schutz von Kindern aus Problemfamilien gründete der Caritas-Verband Temeswar am 26. Februar 2004 das „Mutter-Kind-Haus“ an der „Strada Ioan Slavici Nr. 56“. Das Mutter-Kind-Haus wird in Zusammenarbeit mit der Kongregation der Benediktinerschwestern  geführt. Die Kinder erhalten neben Unterbringung und Versorgung auch Unterricht und Lernhilfe. Es werden Geburtstagsfeiern organisiert sowie Ausflüge in Ferienlager nach Nădrag und ins Retezat-Gebirge. Desgleichen werden Jugendliche bei der beruflichen Ausbildung begleitet.
Finanziell wird das Projekt von der Caritas Seckau-Graz, der Katholischen Kirchengemeinde St. Johannes Heidelberg, der Pfarrgemeinde Ebensfeld, dem Verein „Vif“ Meran, dem Heidelberg College und der „Aktiv Hilfe für Kinder“ Meran unterstützt.
Von rumänischer Seite erhält das Projekt finanzielle Unterstützung laut „Gesetz 34/1998 zur Subventionierung von Vereinen und Stiftungen, die im sozialen Bereich tätig sind“.

#### Hospiz der Göttlichen Barmherzigkeit
1994 initiierte der Caritas-Verband der Diözese Temeswar ein hauptsächlich medizinisches Projekt für häusliche Pflege. Dabei stellte sich heraus, dass in vielen Fällen die Familien mit der Betreuung ihrer Angehörigen überfordert waren oder dass es überhaupt keine Angehörigen gab. So wuchs der Gedanke, ein Hospiz ins Leben zu rufen, das die Patienten im Endstadium ihrer Krankheit begleitet.
Als Folge gründete der Caritas-Verband der Diözese Temeswar 2006  in Zusammenarbeit mit der „Kongregation der Töchter des Hl. Franziskus von Assisi“ das Hospiz der Göttlichen Barmherzigkeit im Franziskanerkloster an der „Strada Memorandului Nr. 84“ in Temeswar. Das Franziskanerkloster unterstützt das Projekt, indem es den Wohnraum und die freiwillige Mitarbeit der Franziskanerschwestern zur Verfügung stellt. 
Am 25. November 2006 wurde das erste Zentrum für Sterbebegleitung „Hospiz der Göttlichen Barmherzigkeit“ in Temeswar als gemeinsames Projekt der Caritas der Diözese Temeswar und der Franziskanerschwestern, eingeweiht. Das Projekt wird von in Sterbehilfe geschulten Ärzten und der Krebsvereinigung Temeswar „OncoHelp“ unterstützt. Das Hospiz ist mit zehn Betten ausgestattet und leistet jährlich Sterbehilfe für 200 bis 250 Patienten.

### Medizinuniversität und Universitätskliniken

#### Medizinuniversität

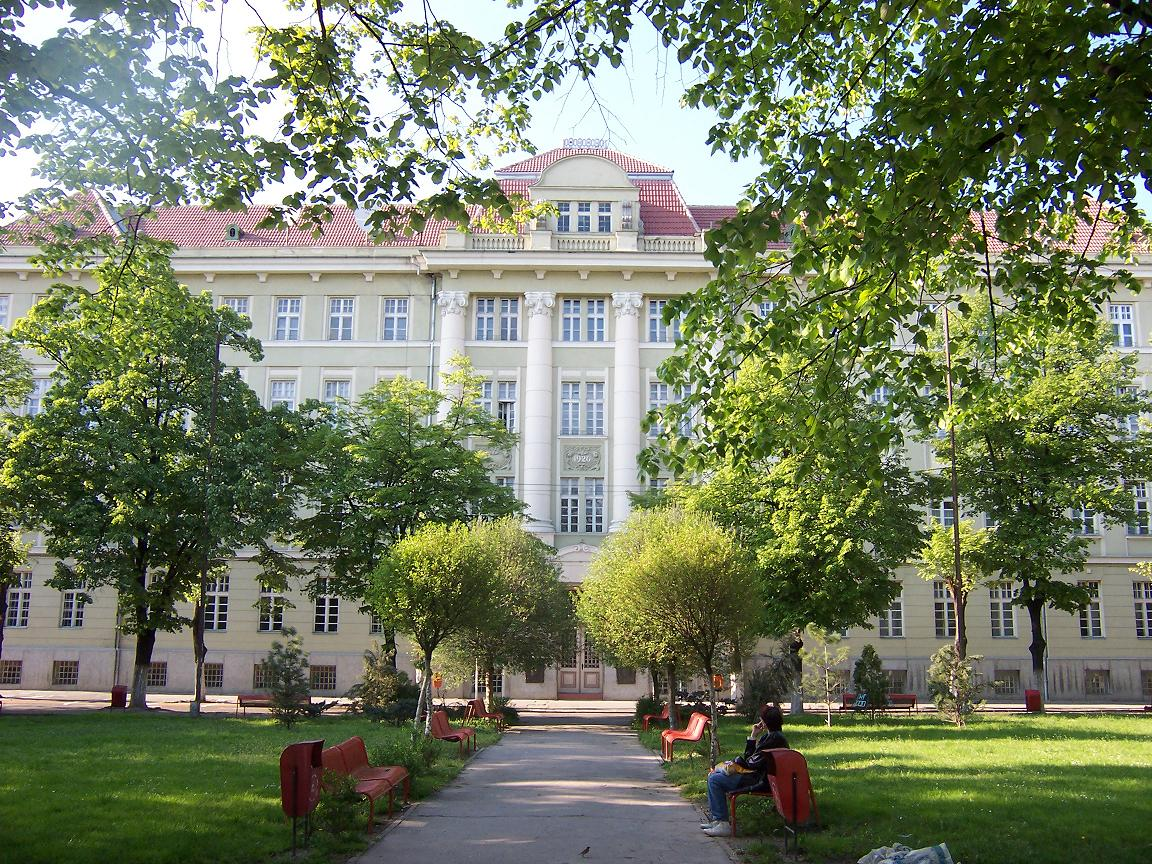
Medizinische und Pharmazeutische Universität Victor Babeș

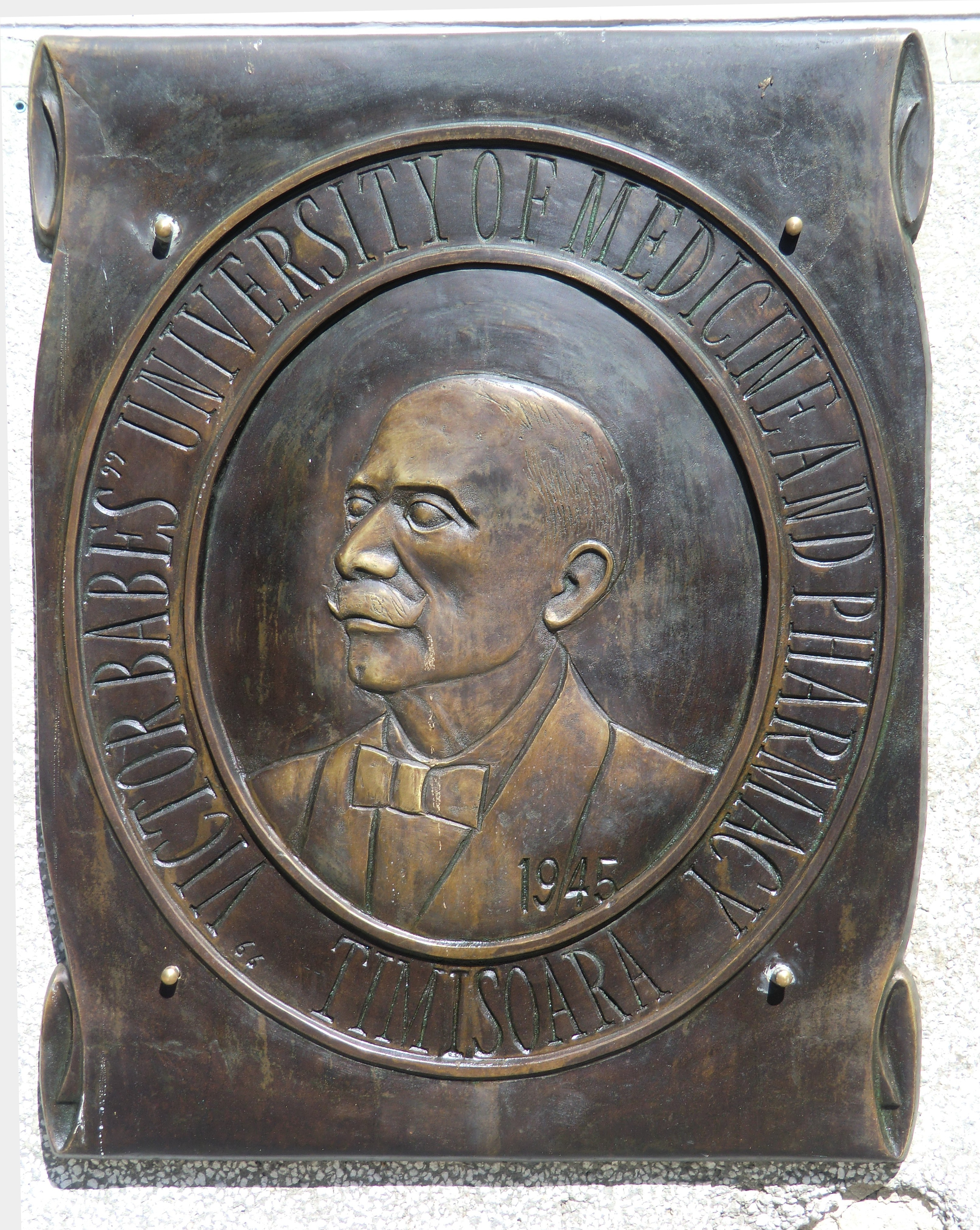
Plakette an der Hauswand der Medizinischen und Pharmazeutischen Universität Victor Babeș

Unmittelbar nach dem Zweiten Weltkrieg wurde am 15. Juli 1945 in dem Gebäude der ehemaligen Banatia per Dekret des damaligen Königs von Rumänien Michael I. die Medizinfakultät ins Leben gerufen. Nach der Verstaatlichung des gesamten Gesundheitswesens durch das Dekret 178 vom 3. August 1948 entstand das Medizinische Institut. Als Folge der Gründung der Medizinuniversität entstanden die ersten Universitätskliniken.
Die Universität für Medizin hatte vier Fakultäten: Allgemeinmedizin, Pädiatrie, Hygiene und Stomatologie. Im Hauptgebäude, Sitz des Rektorats, wurden der große Hörsaal mit 360 Plätzen und die Zentralbibliothek eingerichtet. Hier fanden die Vorlesungen für Allgemeinmedizin und Pädiatrie statt. Die Fakultät für Hygiene entfaltete ihre Tätigkeit im Hygiene-Institut, während die stomatologische Fakultät im Gebäude der Poliklinik untergebracht war.
Seit 1955 gab die Medizinuniversität eine eigene Fachzeitschrift „Medizinisches Temeswar“ heraus. Dadurch hatten die Hochschullehrer die Möglichkeit ihre klinischen und wissenschaftlichen Arbeiten zu veröffentlichen. Die Zeitschrift wurde an Universitäten in 35 Länder geliefert.
Heute trägt die Universität die offizielle Bezeichnung Medizinische und Pharmazeutische Universität Victor Babeș (rumänisch: Universitatea de Medicină și Farmacie) und hat drei Fachrichtungen: die Medizinische Fakultät, die Zahnmedizinische Fakultät und die Pharmazeutische Fakultät. Seit 1997 wird hier das Medizinstudium auf Englisch oder Französisch angeboten. Seit einigen Jahren nimmt die Studentenzahl aus der Europäischen Union zu. Nach der Regelstudienzeit von sechs Jahren wird der Abschluss EU-weit anerkannt. 4.000 Euro zahlen Hochschüler für die fremdsprachigen Studiengänge pro Jahr. Eine Aufnahmeprüfung ist nicht nötig, ein übersetztes Maturazeugnis und ein Sprachnachweis für die Unterrichtssprache Englisch oder Französisch sind ausreichend. Allein im englischsprachigen Zweig der Medizinischen Universität Victor Babeş studieren derzeit knapp 4.300 Studenten. Für die Universität in Timişoara ist der fremdsprachige Studiengang eine finanzielle Stütze, da das Bildungsbudget knapp und das Gesundheitssystem unterfinanziert ist.

#### Universitätskliniken
Militärkrankenhaus für Unfallchirurgie Dr. Victor Popescu
Im Militärkrankenhaus wurde die erste Uniklinik für Innere Medizin und die erste Uniklinik für Chirurgie (rumänisch: Clinica de Chirurgie I) eingerichtet. Hier legte Doktor Pius Brânzeu den Grundstein für die Gefäßchirurgie. Heute heißt das ehemalige Garnisonsspital Militärkrankenhaus für Unfallchirurgie Dr. Victor Popescu (rumänisch: Spitalul Militar de Urgență Dr. Victor Popescu)
Klinik für Augenheilkunde
In dem Gebäude des Barmherzigenspitals wurde 1948 die Universitätsklinik für Augenheilkunde (rumänisch: Clinica de Oftalmologie) eingerichtet. Ihre Entstehung  begann 1947 im Bürgerspital unter der Leitung von Nikolaus Blatt und wurde ein Jahr später ins Barmherzigenspital verlegt. Nikolaus Blatt war der erste Direktor der neu gegründeten Augenklinik.
Kinderklinik Louis Țurcanu
Nach der Eröffnung der Medizin-Universität, entstand in der Kinderklinik eine der ersten Universitätskliniken Timișoaras. Nach der Verstaatlichung von 1948 wurden der Kinderklinik die angrenzenden Sanatorien PARC und Burian angegliedert, so dass die Kapazität des Hauses auf 180 Betten erhöht werden konnte; erster Direktor wurde Emil Hurmuzache. Heute trägt die Klinik den Namen Kinderklinik Louis Țurcanu (rumänisch: Spitalul de Copii Louis Țurcanu)
Universitätsklinik für Onkologie und Dermato-Venerologie
Nach der Gründung der Medizinischen und Pharmazeutischen Universität Victor Babeș entstand 1949 die dermatologische Klinik mit einer Abteilung für Krebspatienten im Bürgerspital. Heute befindet sich an der Strada Mărășești Nummer 5 die Universitätsklinik für Onkologie und Dermato-Venerologie (rumänisch: Clinica Universitară de Oncologie și Dermato-Venerice).
Universitätsklinikum Neue Kliniken
1950 wurde in der „Neuen Klinik“ (rumänisch: Clinicile Noi) die erste Universitätsklinik eingerichtet. An dieser Klinik wirkten namhafte Persönlichkeiten, wie Ana Aslan (1946–1949) als Klinikleiterin und Alexander Miletici und Alfred Metz als stellvertretende Leiter. Nach der Übernahme der Klinikleitung durch Henry Aubert, Rektor der Medizinischen Universität, wurden der Forschung und Technik der Herz- und Gefäßchirurgie neue Wege erschlossen. Heute ist das Universitätsklinikum Neue Kliniken die wichtigste Klinik des Munizipalklinikums für Notfallmedizin Timișoara (rumänisch: Spitalul Clinic Municipal de Urgență Timișoara)
Chirurgische Klinik der Regionaldirektion für Transportwesen
Die dritte Universitätsklinik entstand 1964 in der Chirurgischen Klinik der Regionaldirektion für Transportwesen (rumänisch: Spitalul Clinic CFR) nach der Ernennung von Pius Brânzeu zum Rektor der Medizinuniversität.
Kreiskrankenhaus
Ab 1974 kam das neu gegründete Kreisspital (rumänisch: Spitalul Clinic Județean), heute Kreisklinikum für Notfallmedizin Timișoara, als wichtigste Universitätsklinik hinzu. Das Krankenhaus war nach neuesten Standards ausgestattet und betrieb ein Lyzeum zur Ausbildung von Krankenschwestern und Pflegepersonal (rumänisch: Liceul sanitar).

### Ärzte (Auswahl)
Auswahl einiger bedeutender Ärzte in Timișoara im 20. Jahrhundert:
| | |
| - Aurel Cândea (1884–1935), Direktor des Bürgerspitals, Gründer des Begaspitals (heute „Spitalul Clinic Dr. Aurel Cândea“) - Ludwig Diel (1888–1944), Chirurg, Gynäkologe, Gründer der Frauenklinik - Ioan Mureșan (1898–1983), Leiter der Universitätsklinik für Chirurgie II. und Begründer der modernen Chirurgie in Timișoara - Hans Röhrich (1899–1988), Chirurg und Chefarzt der Thorax- und Lungenchirurgie - Pius Brânzeu (1911–2002), Gründer der Gefäßchirurgie in Timișoara; Rektor und Professor der Universität für Medizin und Pharmazie - Traian Crișan, Gründer des Forensischen Instituts Timișoara - Karl Quint (* 1938), Chirurg und Initiator der Akupunktur in Timișoara - Constantin Caloghera, Chirurg und Professor an der Universität für Medizin und Pharmazie - Alexander Branco Stefanovits, Leiter der urologischen Klinik | - Petru Ignat (1931–2000), Chirurg, Dekan an der Universität für Medizin und Pharmazie - Petru Drăgan (1932–2007), Urologe und Chirurg, erste Nierentransplantation in Timișoara - Thomas Breier (* 1945 in Cluj-Napoca), Medizinhistoriker - Laurențiu Cucuruz, Leiter der Klinik für Infektionskrankheiten - Ion Făgărășanu, Chirurg, Gründer der ersten Chirurgieklinik in Timișoara - Ana Aslan, Gründerin der Geriatrie in Timișoara - Vladimir Fluture, Chirurg an der Neuen Klinik Timișoara - Virgil Ene, Leiter der Klinik für Thorax- und Lungenchirurgie - Mișu Anghelescu, Leiter der Klinik für Dermatologie - Leonida Georgescu, Leiter des Hygiene-Instituts - Ferdinand Nistor-Gallo, Direktor des Kreisspitals |

### Mängel
Das Gesundheitswesen in Timișoara ist wie im ganzen Land unterfinanziert. Von den 3.000 Ärzten, die 2010 aus Rumänien ausgewandert sind, waren allein 200 Ärzte aus dem Kreis Timiș, die überwiegende Mehrheit davon aus der Kreishauptstadt Timișoara. Die mangelnde Anerkennung und das niedrige Gehalt zählen zu den Hauptgründen der Abwanderung. Im Ausland hingegen lockt nicht nur die bessere Bezahlung, sondern auch die professionelle Fortbildung. In Rumänien verdient ein Assistenzarzt im Schnitt 250 Euro monatlich, während er in Westeuropa leicht das Fünf- bis Zehnfache bekommt und dazu noch mit modernerer Technik arbeitet.
Die massive Abwanderung der Ärzte schlägt sich in langen Wartezeiten, Überstunden für das verbliebene Personal und schlechten Behandlungsergebnissen nieder.
All das hat zur Folge, dass die allgegenwärtige Korruption in Rumänien auch vor dem Gesundheitswesen nicht Halt macht. Bezahlungen von Bestechungsgeldern sind üblich und werden als eine Selbstverständlichkeit hingenommen. Die jeweiligen Summen werden durch Mundpropaganda verbreitet.